# 윈도우 10
윈도우 10(Windows 10)은 마이크로소프트 윈도우 계열의 개인용 컴퓨터 운영 체제이다. 또한 윈도우 10은 2014년 9월 30일(PDT)에 테크니컬 프리뷰가 공개되었고, RTM 빌드[10.0.10240]의 경우, 2015년 7월 15일에 공개되었으며, 일반 사용자에게는 7월 29일에 출시되었다. 윈도우 폰 8.1 기기의 경우, OEM 및 통신사를 통해 업그레이드 소식을 받을 수 있다고 밝혔다. 개발 초기의 커널 버전은 NT 6.4였으나 이후에 NT 10.0으로 변경되었다. 윈도우 10이 이전의 윈도우와 가장 다른 점은, 휴대폰, IoT 등의 모든 단말에 똑같은 운영 체제가 올라간다는 것이다. 또한, 윈도우8 시작메뉴 UI, 등 실패의 원인을 모두 고치고, 새로운 현대식 UI를 개발해, 더욱 강력해졌다. 또한, 레드스톤3부터 새로운 매크로(투명) 효과인 플루언트 디자인(Fluent Design)을 도입해, 아크릴 효과가 나게 하여 위의 사진처럼 알림센터의 투명효과를 도입하고 있다. 따라서, 기존의 윈도우 폰 등의 개별의 운영 체제가 윈도우 10으로 통합된다. UAP(Universal App Platform) 위에서 구동되는 애플리케이션은 윈도우 10이 설치된 모든 기기에서 사용 가능하다. (단, 개발자가 지원을 하지 않게 바꿀 수 있다.) 2015년 7월 29일에 전 세계 190개국에 공식 출시되었다. USB3.0으로 발매된 버전이기도 하다. 2015년 8월 10일부터는 사물 인터넷(IoT)용 윈도우 10의 배포도 시작되었다.
RS4(레드스톤4) 정식 버전은 1803이며, 빌드번호는 10.0.17134.1이다. 참고로 RS는 레드스톤이다. RS5는 2018년 10월 (정확한 날짜를 알 수 없음)에 배포되었다. 무료 업그레이드는 윈도우 7이나 윈도우 8의 제품키를 가진 사람은 12월까지 할 수 있었지만, 2018년부터 정품 윈도우10 키 없이는 업그레이드할 수 없다.
마이크로소프트사 홈페이지에서 윈도우 10 ISO를 무료로 다운로드 받아 설치가능하다. 무료버전과 유료버전 차이가 Personalization 세팅 정도이다. 그것도 합법적인 Windows 10/11 설정 제한 해제 유틸도 있다. 다수의 윈도우 버전을 굴리기 위해서는 리눅스에서 가상머신을 설치하여 돌리면 된다.

## 개발 및 역사

### 공식 발표
윈도우 10의 테크니컬 프리뷰가 2014년 10월 1일에 공개되었다. 다음날인 10월 2일 새벽 1시부터 9841 빌드의 배포가 시작되었다. 테크니컬 프리뷰의 지원은 2015년 4월 15일에 만료되었다.

### 테크니컬 프리뷰
테크니컬 프리뷰에서는 이전 프리뷰와 다르게, PC 설정의 프리뷰 빌드에서 빌드 업데이트를 주기적으로 제공해준다. 자세한 기능 개선 사항은 이 문단의 "윈도우 10의 버전 목록" 표에 작성되어 있다.

### 최초 정식 버전
윈도우 10은 2015년 7월 29일에 190여개국으로 출시했다. 빌드 10240.

### 지속적인 참가자 빌드 업데이트
윈도우 10의 지속적인 업데이트 정책으로 윈도우 10의 출시 이후, 새로운 빌드가 업데이트되고 있다.
| 윈도우 10 [TH1] 버전 목록 | 윈도우 10 [TH1] 버전 목록                                         | 윈도우 10 [TH1] 버전 목록 |
| 버전                      | 출시 날짜                                                         | 특징 |
| ------------------------- | ----------------------------------------------------------------- | --- |
| 6.4.9841                  | 미리 보기: 2014년 10월 1일                                        | - 윈도우 7의 기존 응용 프로그램에 쉽게 접근할 수 있는 시작 버튼과 윈도우 8 계열의 윈도우 스토어 앱에 접근하는 시작 버튼을 혼합시킨 새로운 형태의 시작 버튼이 추가되었다 - 메트로 앱이 창 화면으로 작동한다. - 스냅 기능이 향상되었다. [각 모서리에 마우스를 대 화면 4분할 가능] - 명령 프롬프트 버전 업데이트 : 화면의 투명도 조절 기능, Ctrl키의 일반적 사용이 가능해졌다. 또한 서체도 변경되었으며, 창 크기의 자유로운 조절이 가능하게 되었다. - 새로운 창 애니메이션이 추가되었다. - 다중 데스크톱 [작업 보기] 기능이 추가되었다. |
| 6.4.9860                  | 미리 보기: 2014년 10월 21일                                       | - 새로운 창 애니메이션이 추가되었다. - 알림 센터가 추가되었다. |
| 6.4.9879                  | 빠른 미리 보기: 2014년 11월 12일 느린 미리 보기: 2014년 11월 25일 | - 새로운 제스처. - 마이크로소프트 엣지의 브라우저 엔진[EdgeHTML]을 장착한 인터넷 익스플로러 탑재. - 작업 보기 버튼 및 검색 버튼 숨김 기능 추가. - 폴더 아이콘 변경 |
| 10.0.9926                 | 미리 보기: 2015년 1월 23일                                        | - 다른 이름 : 1월 테크니컬 프리뷰 - 알람 앱에 세계시각, 스톱워치, 타이머 기능 추가. - 코타나 음성 인식 프로그램 (미국 - 영어 지원). - 시작 메뉴에 "전체 화면" 버튼 추가. - 창 프레임 디자인 변경. - 새로운 레이아웃의 설정 추가. - 검색 상자 추가. (검색 버튼으로 변경 및 숨김 가능.) - 새로운 XBox 앱 추가. - DirectX 12 지원 - 전체적인 아이콘 변경 |
| 10.0.10041                | 빠른 미리 보기: 2015년 3월 18일 느린 미리 보기: 2015년 3월 24일   | - 다른 이름 : 3월 테크니컬 프리뷰 - 코타나 언어 지원. (중국, 영국, 프랑스, 독일, 이탈리아, 스페인) - 시작 버튼의 크기가 작아짐, 새로운 애니메이션. - 시작 메뉴의 기능적 변화, 투명 효과 추가. |
| 10.0.10049                | 빠른 미리 보기: 2015년 3월 30일                                   | - 마이크로소프트 엣지의 프리뷰 버전 [코드네임: 프로젝트 스파르탄] 추가. - 알람과 시계, 계산기, 녹음기 앱의 인터페이스 변경. |
| 10.0.10061                | 빠른 미리 보기: 2015년 4월 22일                                   | - 메일 및 일정 앱, MSN 날씨, MSN 금융 등의 앱의 인터페이스 변경 및 개선 - 시작 메뉴, 작업 표시줄, 알림 센터 등의 투명도 조절 옵션 추가. - 시작 메뉴의 크기 조정 가능. - Microsoft Solitaire Collection 앱 추가. - 음악과 비디오 앱의 프리뷰 버전 추가. - 어두운 테마 적용. |
| 10.0.10074                | 미리 보기: 2015년 4월 29일                                        | - 다른 이름 : 4월 참가자 프리뷰 - 빌드 2015에서 윈도우 10의 발표와 함께 공개됨. - 마이크로소프트 코타나가 시작메뉴와 통합됨. - 라이브 타일 기능이 향상됨. (새로운 애니메이션 및 라이브 타일 끄기 옵션 추가.) - 시작메뉴 UI 향상, 일부 사용자는 흐릿한 배경을 봄. - 개인 설정 옵션이 설정 앱으로 옮겨짐. |
| 10.0.10122                | 빠른 미리 보기: 2015년 5월 20일                                   | - 윈도우 탐색기 및 설정이 전원 버튼 근처에 바로가기됨. - 인물, MSN 날씨, MSN 금융, 참가자 허브 등의 기능 및 UI 개선이 이루어짐. |
| 10.0.10130                | 빠른 미리 보기: 2015년 5월 29일 느린 미리 보기: 2015년 6월 12일   | - 새로운 아이콘. - 컨티뉴엄 기능 개선. - 마이크로소프트 엣지 기능 개선. (이 빌드에서는 프로젝트 스파르탄이라는 이름이 유지됨. ) - Movies & TV app의 재생 기능 개선 - ⊞ 마이크로소프트 윈도우+C를 이용해 코타나 사용 가능. |
| 10.0.10158                | 빠른 미리 보기: 2015년 6월 29일                                   | - 마이크로소프트 엣지 브랜드 명 부여. - UX가 개선됨. - 사진 앱이 업데이트됨. - 캡처 도구의 타이머 기능 추가. - 참가자 허브 앱이 더 이상 기본 앱이 아님. |
| 10.0.10159                | 빠른 미리 보기: 2015년 6월 30일                                   | - 새로운 로그인 화면. - "Windows Hero" 데스크톱 이미지 추가. |
| 10.0.10162                | 빠른 미리 보기: 2015년 7월 2일 느린 미리 보기: 2015년 7월 6일     | - 호환 기능 개선. - 배터리 수명 연장. |
| 10.0.10166                | 빠른 미리 보기: 2015년 7월 9일                                    | - 윈도우 스토어에서 Wi-fi 구입 가능 (Seattle, WA 에서만 가능) |
| 10.0.10240 (Threshold 1)  | 미리 보기 : 2015년 7월 15일 공식 : 2015년 7월 29일                | - 윈도우 10의 첫 번째 정식버전 - 빠른 파일 검색 - 윈도우 홀로그램 개발 - 윈도우 디스플레이 드라이버 모델 WDDM 2.0 지원 - 포커스가 잡혀있지 않은 프로그램에 마우스 휠이 작동한다. |

| 윈도우 10 [TH2] 버전 목록 | 윈도우 10 [TH2] 버전 목록                                                                | 윈도우 10 [TH2] 버전 목록 |
| 버전                      | 출시 날짜                                                                                | 특징 |
| ------------------------- | ---------------------------------------------------------------------------------------- | --- |
| 10.0.10525                | 빠른 미리 보기 : 2015년 8월 19일                                                         | - 시작 메뉴, 관리 센터, 제목 표시줄에 색상 옵션을 추가했다. - 컴프레션 스토어라는 새로운 개념이 추가되어 프로세스 당 메모리 사용량을 줄일 수 있게 됐다. 메모리가 부족해지면, 하드 디스크로 내용을 옮기는게 아니라(가상 메모리), 압축을 함으로써 램(물리 메모리)에 더 많은 프로그램을 적재할 수 있게 되었다. |
| 10.0.10532                | 빠른 미리 보기 : 2015년 8월 27일                                                         | - 콘텍스트 메뉴의 디자인이 바뀌었다. (연한 회색이며, 메뉴의 폭이 늘어남. ) - 마이크로소프트 엣지의 새로운 기능 (예를 들면 포인터 잠금, 캔버스 혼합 모드 등) |
| 10.0.10547                | 빠른 미리 보기 : 2015년 9월 18일                                                         | - 시작 메뉴에 더 많은 타일을 넣을 수 있게 됨. (한 세트에 중간 타일 4개, 최대 512개 → 2048개) - 대다수의 앱들의 (작업 표시줄에서의) 아이콘에 색상이 추가됨. - 메일 및 일정 앱에 개인 설정이 추가됨. (어두운 테마 및 강조 색 설정) - 마이크로소프트 계정 없이 코타나 사용 가능 |
| 10.0.10565                | 빠른 미리 보기 : 2015년 10월 12일 느린 미리 보기 : 2015년 10월 16일                      | - 콘텍스트 메뉴의 폭이 좁아짐 - 마이크로소프트 엣지에 탭 미리보기 기능이 추가됨. - 앱들의 (작업 표시줄에서의) 아이콘이 흑백으로 되돌아옴. - 장치 관리자 등의 아이콘이 바뀜. - 윈도우 7과 8.1에서 10으로 업그레이드하는 과정 없이 기존 제품키로 윈도우 10을 정품 설치할 수 있도록 변경됨. |
| 10.0.10576                | 빠른 미리 보기 : 2015년 10월 29일                                                        | - 마이크로소프트 엣지에 미디어 캐스팅 기능이 추가됨. (보호된 항목 제외) |
| 10.0.10586 (Threshold 2)  | 빠른 미리 보기 : 2015년 11월 5일 느린 미리 보기: 2015년 11월 9일 공식 : 2015년 11월 12일 | - 윈도우 10의 두 번째 정식 버전 - "잠금화면에서 재미있는 정보, 팁, 유용한 정보 등을 가져오기" 와 "때때로 시작메뉴에 제안 보이기" 전환이 윈도우 10 프로에 추가됨. - 이전 로그인 방법을 기억하게 됨. (이전에 pin 방식으로 로그인하였다면, 다음 로그인 때에도 pin 방식으로 로그인하게 된다. ) - 앱 다운로드의 신뢰도가 높아짐. - 마우스 오른쪽 클릭 메뉴가 변화되고 타일 아이콘 조절이 다양해짐. - 시스템 메모리 압축 기술을 제공함. - 기존 무료 업그레이드 대상으로 기존 버전의 윈도우7, 윈도우8, 윈도우8.1 제품키로 정품인증이 가능함. |

| 윈도우 10 [RS1] 버전 목록 | 윈도우 10 [RS1] 버전 목록                                                                                               | 윈도우 10 [RS1] 버전 목록 |
| 버전                      | 출시 날짜 | 특징 |
| ------------------------- | --- | --- |
| 10.0.11082                | 빠른 미리 보기 : 2015년 12월 16일                                                                                       | - 윈도우 OneCore의 구조 개선 - 버그 수정 및 기능 개선 |
| 10.0.11099                | 빠른 미리 보기 : 2016년 1월 13일                                                                                        | - 윈도우 OneCore의 구조 개선 - 파일 이동 및 복사, 삭제 프로세스 상자가 다시 표시됨 |
| 10.0.11102                | 빠른 미리 보기 : 2016년 1월 21일                                                                                        | - 엣지의 버전 업데이트 - 뒤로 가기 버튼을 우클릭하면 이전 방문 페이지가 나타남 |
| 10.0.14251                | 빠른 미리 보기 : 2016년 1월 27일                                                                                        | - 빌드 넘버가 모바일과 일치됨. - Xbox 베타 앱 게선 - 코타나의 기능 추가 |
| 10.0.14257                | 빠른 미리 보기 : 2016년 2월 3일                                                                                         | - 메모리 관리의 변화 때문에 주기적인 응용 프로그램 충돌이나 다른 메모리 관련 응용 프로그램 오류가 해결되었다. - 연결 버튼이 관리 센터에 다시 나타난다. - F12 개발자 도구가 올바르게 마이크로소프트 엣지에 로드된다. - "시작 메뉴의 제안 가끔 보기"(설정->개인설정->시작에서 끌수 있었던) 때문에 시작 메뉴에 표시되던 제안 앱의 문제를 해결하였다. - 잠금 화면 사진을 변경하려고 기본값으로 되돌리려할 때 발생하던 에러를 해결하였다. - 바탕 화면 아이콘의 위치가 100%에서 150 % 또는 175%로 DPI 설정이 뒤죽박죽되던 문제를 해결하였다. - 마우스 오른쪽 버튼으로 클릭하거나 Ctrl-V 중 하나에 의해 파일 탐색기에서 새 .zip 파일(압축 폴더)을 붙여 넣기할 때, 작동하지 않았던 문제를 해결하였다 |
| 10.0.14267                | 빠른 미리 보기 : 2016년 2월 18일                                                                                        | - 설정> 업데이트 및 복구> 복구에서 '이 PC 초기화'를 이용해 초기화시키면 PC가 사용할 수 없는 상태가 되는 버그 해결 - 이제는 윈도우에서 로그인하자마자 WSCilent.dll 오류 대화 상자가 표시 안됨 - 설정> 시스템> 저장 공간에서 Windows가 설치되어 있는 드라이브의 시스템 볼륨의 용량이 잘못 표시되는 문제 수정 |
| 10.0.14271                | 빠른 미리 보기 : 2016년 2월 24일                                                                                        | - 새로운 빌드로 업데이트 후 생기는 문제 해결 - PowerPoint의 문제 3가지 해결 |
| 10.0.14279                | 빠른 미리 보기 : 2016년 3월 4일                                                                                         | - 코타나의 기능 추가 및 문제 해결 |
| 10.0.14283                | 빠른 미리 보기 : 2016년 3월 10일                                                                                        | |
| 10.0.14291                | 빠른 미리 보기 : 2016년 3월 18일 느린 미리 보기 : 2016년 3월 25일                                                       | |
| 10.0.14295                | 빠른 미리 보기 : 2016년 3월 26일 느린 미리 보기 : 2016년 3월 31일                                                       | - Xbox One이나 Xbox 360 컨트롤러와 다른 게임패드에서 플러그인될 때 PC가 얼어붙는 현상 해결 - Microsoft Edge에서 패스워드 필드에서 Caps Lock키를 누를 때 탭이 새로고침되는 현상 해결 - 앱이나 게임이 활성화된 Xbox 앱이나 Xbox Live에 로그인할 수 없었던 문제 해결 - 개발자 빌드에서 설치된 Kaspersky Anti-Virus, Internet Security, Kaspersky Total Security Suite가 드라이버 설치를 막는 버그 해결 |
| 10.0.14316                | 빠른 미리 보기 : 2016년 4월 6일                                                                                         | - ASUS Zenbook UX31와 같은 TPM 칩을 가진 일부 PC에서, glitchy 오디오 불안정과 부팅시 매번 백그라운드에서 실행되는 “tpm-maintenance” 프로세서 때문에 trackpad 사용시 잦은 이동 문제를 해결 - Hyper-V를 사용할때, 네트워크 어댑터에서 구성된 가상 스위치가 작업표시줄의 알림영역에서 네트워크 어댑터에서 에러 표시 (붉은 색의 "X")가 되는 문제 해결 - Wi-Fi의 플라이 아웃 UI를 개선했으며, Wi-Fi 인터넷 비밀번호 필드에 텍스트 입력시 상단 정렬이 아닌 중앙정렬이었던 문제를 해결 - 다중 모니터를 사용시, 파워포인터나 원격 테스크톱같은 전체화면 앱을 실행시 윈도우 탐색기와의 충돌 문제를 해결 - Cortana가 검색 결과에서 설정 페이지가 나타나지 않았던 문제를 해결 - 업데이트가 설치된 후 Windows Update 알림이 업데이트되었을 때, 알림을 클릭하면 업데이트 기록이 바로 펼쳐짐. - 시작 메뉴에 고정된 테스크톱(Win32) 앱이 새로운 빌드로 업데이트된 후에 가끔 이동되는 문제를 해결 - "업데이트 및 다시 시작"과 "업데이트 및 종료" 메뉴가 업데이트를 시작하지못했던 문제를 해결 |
| 10.0.14328                | 빠른 미리 보기 : 2016년 4월 22일                                                                                        | - Windows 10 모바일 및 Hololens을 위한 비주얼 스튜디오 에뮬레이터에서 "인증 오류가 발생해서 로컬 보안 정책에 연결할 수 없습니다"라는 메시지가 나타난 문제를 해결. 개발자는이 빌드에 에뮬레이터를 사용할 수 있다. - Xbox One 컨트롤러에서 이상이 있어서 PC 연결에 어려움이 있었던 문제를 해결 - 2개의 인증 창에서 오류가 있은 후에 올바르게 포맷되지 않았던 문제를 해결 - 태블릿 모드에서 두 번째 응용 프로그램을 열 때, 첫번째 앱이 같아 나탔났던 문제를 해결. - 작업 관리자의 높은 DPI 장치에서 기본 열의 넓이가 너무 좁았던 문제를 해결 - PC를 다시 시작할 때, 저장되지않았던 작업이 있을 경우 "다시 시작 중..." 화면이 "다시 시작 하시겠습니까?"라는 창보다 오랫동안 보였던 문제를 해결 - 현대적인 아이콘을 사용하여 Windows 종료 대화 상자를 업데이트했다. - 전체 화면 모드에서 게임을 할 때, 중국어 입력창이 나타나지 않았던 문제를 해결했으며, 설정창의 검색박스에서 충돌이 있었던 것을 해결 - 알림센터에서 결과가 사라질 수 있었던 문제를 해결 - 중첩된 아이콘을 초래하는 문제를 해결하고, 파일 탐색기에서 아주 큰 글꼴을 사용할 경우 화면이 깨지는 문제를 해결 - 빠른 실행이 실행되지않았던 문제를 해결. 하지만, 다시 설치하지 않으면 나쁜 상태가 계속될 수 있다. |
| 10.0.14332                | 빠른 미리 보기 : 2016년 4월 26일                                                                                        | - 개발 지점에서 최신 빌드로 업데이트 한 후 대기모드로 들어갈 때 블루스크린이 발생했던 문제를 해결 - 마이크로소프트 엣지에서 큰 파일 다운로드시 99%에서 꼼짝하지 않았던 문제를 해결 - 즐겨 찾기 모음에서 즐겨 찾기 순서를 재정렬할 때, 끌어놓기가 안되는 문제를 해결 - 시작화면에서 Groove Music이 충돌났던 문제를 해결 - Groove Music의 재생 목록에서 새로운 음악을 추가할 때, 재생이 중지되고 다시 시작하는 문제를 해결 - BitLocker/ 장치의 암호화를 사용하도록 설정 한 경우, "설정 -> 업데이트 및 복구 -> 복구" 메뉴에서 "이전 빌드로 돌아가기"를 선택할 경우 이전 참가자 프리뷰 빌드로 돌아갈 수 없었던 문제를 해결 - Cortana 알림 UI를 더 세련되게 개선 - 중국어 IME의 신뢰성을 향상 - "모든 테스크톱에서 이 앱을 보기"를 선택했을 때, 새로운 빌드로 업데이트했을 경우 설정이 기억된다. - 알림영역(시스템 트레이) 아이콘이 멀티-모니터 설정에서 제대로 패딩되지않아서 작업표시줄에 과하게 덮어씌워지는 문제를 해결 - DPI가 100% 150%로 변경된 경우 게임바가 표시되지 않는 문제를 해결 - 관리 센터에서 가끔 알림 영역이 확장되지않았던 문제를 해결 - 태블릿 모드에서 시작 메뉴 타일이 잘못된 크기로 표시되었던 문제를 해결 - DPI 변경후에 알림 영역에서 배터리 아이콘이 배터리 아이콘이 사라지는 문제를 해결 - 썸네일이 제거된 작업 보기 창에서 "X" 버턴을 클릭할 때, 버튼이 계속 보여지던 문제를 해결 - "@ {<응용 프로그램 패키지>} 이름을 가진 시작메뉴에 그것을 제거하는 옵션을 추가 - 파일 탐색기 탐색창에서 바로가기 폴더 라이브러리가 중복으로 표시되었던 문제를 해결 - 다중 모니터 사용자들이 시작에서 테스크톱(Win32) 앱을 실행할 때 다른 모니터를 최소화하기전에 실행되었던 전체 화면 동영상으로 나타났던 문제를 해결 - 설정 창에서 시작으로 설정 페이지를 고정하려고 할 때 충돌났던 문제를 해결 - 설정 창에서 Windows Defender를 열경우 충돌났던 문제를 해결 - 시작의 모든 앱 목록에서 흐릿하거나 오버랩된 텍스트가 출려되는 문제를 해결 - 잠금 화면에서 사용자를 전환할 경우 암호 필드가 터치 키보드에서는 나타나지않았던 문제를 해결 - PC가 잠겨졌을 때, 지난 번의 선택된 이미지가 기억이 안되었던 문제를 해결 |
| 10.0.14342                | 빠른 미리 보기 : 2016년 5월 11일 느린 미리 보기 : 2016년 5월 19일                                                       | - 데스크톱 응용프로그램 변환기 미리보기(프로젝트 센테니얼)을 차단문제를 해결, 이제 프로에서 엔터프라이즈 버전으로 변환할 수 있음. - 텐센트 온라인 게임에서 충돌나는 문제를 해결 - 0x8004C029 또는 0x8004C503 오류가 있는 Groove Music, Microsoft Movies & TV, Netflix, Amazon Instant Video, Hulu와 같은 재생장치에서 DRM으로 보호된 콘텐츠의 충돌 문제를 해결 - S/PDIF 또는 HDMI를 통해 수신기로 오디오를 재생, 돌비 디지털 라이브 또는 DTS 연결 같은 기술을 통해 실시간 인코딩을 지원하는 드라이버를 사용할 때, 오디오 충돌 문제를 해결. - 잠금 화면에서 Cortana를 호출할 때 애니메이션 충돌 문제를 해결. - 네트워크에 있는 확인/취소 버튼을 클릭하면 높은 해상도의 DPI 장치에서 갑자기 클리핑되는 문제를 해결 - 지문인식으로 로그인하는 경우 화면에 Windows Hello 메시지가 표시될 수 있는 문제를 해결 - 응용프로그램에서 260글자보다 긴 URL 링크를 클릭할 때, 기본 브라우저 대신에 "열기 ..." 대화창이 뜨는 문제를 해결 - 사진 앱에서 확대 또는 자르기 영역을 조정할 때, 마우스를 사용할 수 없는 문제를 해결 - "예"를 선택하기 위해서 Alt + Y 키를 누르면, 이제 업데이트된 UAC UI와 함께 작동. - 사용자 이름 및 암호 필드에 붙여 넣기에서 업데이트된 새 자격 증명 UI를 지원 - 설정 앱에서 같은 페이지에서 사용된 광택 아이콘 - 특히, 다른 아이콘의 무게와 더 일치하는 배터리 아이콘이 업데이트됨 - 관리 센터에서 일부 폴란드어 개선하였고, 작업 표시줄에 아이콘이 175% DPI에서 제대로 표시되지 않은 문제를 해결. - 스크린 스케치에 사용된 이미지가 기본 세로 장치(예 : Dell Venue 8 Pro)에서 90도 회전될 수 있는 문제를 해결, - 24 시간 형식 대신 12시간 형식을 사용할 때, 24 시간 형식으로 작업표시줄의 시계 및 달력이 표시되는 문제를 해결 - 작업표시줄의 날짜와 시간을 클릭할 때, 시계와 달력이 갑자기 사라지는 문제를 해결 - "위치 설정" 알림이 업데이트되어서, 이제 기본 위치를 어디서나 설정할 수 있게 되었음. - CTRL+C, Ctrl+V, 및 ALT+Space가 UWPs에서 작동되지 않던 문제가 수정됨 - 태블릿 모드에서 배터리 아이콘을 클릭할 때, 배터리 설정 창이 열리지 않았던 문제를 해결 - 시작 탐색 창에서 항목을 클릭하면 대신에 스토어가 열리는 문제를 해결 - 배경 오디오 작업이 볼륨 컨트롤에서 표시되는 문제를 해결 - IME 설정 페이지에 "입력 기록 삭제" 옵션을 추가 - 주소 표시줄 사용 후 빠른 탐색에 고정된 폴더의 파일에 대한 작업을하는 경우, 빠른 탐색에 파일 탐색기가 갑자기 열리는 문제를 해결. - Xbox 아바타 앱에서 Cortana와 아바타를 공유하는 경우, Cortana와 충돌했던 문제를 해결 - 언어 설정 페이지에서 검색 창이 작동하지 않았던 문제를 해결 |
| 10.0.14352                | 빠른 미리 보기 : 2016년 5월 26일                                                                                        | - 코타나 기능 향상 - 윈도우 잉크(lnk) 기능 향상 - 콤파스 기능 포함 - 전체화면에서 게임바 개선 - 피드백에서 마이크로소프트의 답변을 보여줌 - 파일 탐색기 아이콘 색상 변경 |
| 10.0.14361                | 빠른 미리 보기 : 2016년 6월 8일                                                                                         | - 엣지에서 사용가능한 무료 패스워드 관리 확장기능 - Hyper-V 컨테이너 도입 - 윈도우 잉크 기능 향상 - 설정창 개선 - 마이크로소프트 엣지 또는 IE에서 최근에 구현된 '빠른 열기 TCP'기능 때문에 렌더링하는데 실패한 YouTube와 같은 특정 웹사이트의 문제를 해결. - 자주 마이크로소프트 엣지 브라우저 창의 왼쪽에 보이는되는 이상한 회색 막대 초래하는 문제(예를 들어, 컨텍스트 메뉴를 호출한 후)를 해결. - PC 사용 시간 설정창은 설정 -> 업데이트 및 보안 -> 윈도우 업데이트에서 10 ~ 12 시간에서 "활동 시간 변경"을 할 수 있음. - 별도의 줄에 파일 이름, 다운로드 상태 및 사이트 도메인을 포함하는 마이크로소프트 엣지에서 다운로드 알림을 업데이트했음. - 아이콘이 원격으로 원격 데스크톱을 통해 PC에 연결하여 대응하는 DPI 변경 후 마이크로소프트 엣지의 탭에서 사라지는 원인이 문제가 해결. DNG 파일 이미지 미리보기가 파일 탐색기에 표시되지 않던 문제가 수정되었음. - 시작의 상단에 공백의 양을 감소하고, 마우스가 더 이상 그 지역이 진입하면 스크롤바가 바로 숨길 수 있도록 하여 시작의 모양을 개선하였으며, 또한 시작의 상황에 맞는 메뉴의 하단 또는 측면에 클리핑을 초래하는 문제를 해결. - 작업 표시줄에서 네트워크 플라이 아웃에서 Wi-Fi 인터넷 비밀번호를 입력하지 않을경우 Enter 키를 누를수 있도록 문제를 해결 - 48 × 48 64 × 64 알림에 사용되는 아이콘의 크기를 감소 - 액션 센터 공간의 사용을 개선하면서, 가시성을 유지 - 마이크 버튼을 눌러 후 Cortana의 청취의 신뢰성을 개선하고, - 입력한 검색 문자가 백스페이스로 삭제된 후 Cortana의 검색 창에서 마우스 포커스를 잃어버렸던 문제를 해결. - 어떤 스레드가 발견되지 않은 경우에는 스캔이 실행되지 않도록 했으며, - 스캔 전용 모드로 되어있는 경우 일반 모드에서 알림을 표시하지 않도록 Windows Defender를 업데이트. - 바탕 화면 배경을 설정할 수 없는 사진과 특정 앱같은 문제가 수정됨. - 빌드 14361에서 앞으로 작업 관리자 설정은 이제 빌드 업데이트를 통해 유지됨. - 시작시 스틱 메모가 실행되지 않던 문제와, 스틱 메모를 실행한 후 해제되지 않는 문제를 해결. - 카메라 옵션을 사용하여 설정에서 계정 사진을 설정할 수 없었던 문제를 해결. - 작업 표시 줄의 시계와 달력을 열기 위한 키보드 단축키를 추가 - 바로 가기는 WIN + Alt + D - 명령 프롬프트가 높은 DPI 모니터에 제대로 최대화되지 않은 문제를 해결. - 작업 표시 줄의 볼륨 아이콘이 0% 및 음소거에 대한 잘못된 상태를 보여주는 문제를 해결. - 손실된 파일을 하나의 파일로 다른 위치로 변경하여 저장할 수 있는 저장소 설정 페이지에서 새로운 저장 위치를 적용되지 않던 문제를 해결.                                                   |
| 10.0.14366                | 빠른 미리 보기 : 2016년 6월 15일 느린 미리 보기 : 2016년 6월 18일                                                       | |
| 10.0.14367                | 빠른 미리 보기 : 2016년 6월 17일 느린 미리 보기 : 2016년 6월 22일                                                       | |
| 10.0.14371                | 빠른 미리 보기 : 2016년 6월 23일                                                                                        | |
| 10.0.14372                | 빠른 미리 보기 : 2016년 6월 24일 느린 미리 보기 : 2016년 6월 29일                                                       | - 작업 표시 줄의 네트워크 플라이 아웃에서 네트워크 또는 VPN 연결에 클릭하면 네트워크 설정 페이지를 시작하지 않던 문제를 해결 - 마이크로소프트 엣지의 확장기능인 에버 노트 웹 클리퍼(Evernote Web Clipper)의 몇 가지 알려진 문제를 해결. - 이 빌드에서 개발자 모드를 사용할 경우, 윈도우 업데이트에서 필요하기 때문에, 필요한 패키지가 적절치 않다는 오류 메시지를 해결. |
| 10.0.14376                | 빠른 미리 보기 : 2016년 6월 29일                                                                                        | - 성능과 안정성을 향상시킬뿐만 아니라 접근성에 대한 수정을 포함하는 스토어 업데이트 (11606.1001.25)를 출시. - 작업 표시 줄의 네트워크 플라이 아웃에서 네트워크 또는 VPN 연결에 클릭하면 현재 네트워크 설정 페이지를 시작. - 우리 때문에 Windows Update를 적절하게 공개되지 않는에서 필요한 필요한 패키지에 당신이 개발자 모드를 사용하면 오류 메시지가 원인이되는 문제를 해결. - 지금 내레이터가 스캔 모드에 있는 동안 볼륨을 조절 물리 볼륨 버튼을 사용하여 지원하기 위해 내레이터를 업데이트. 또한 목록 항목을 통해 arrowing 때 충돌 내레이터가 발생할 수 있는 문제를 해결. - 이미 화면에 표시할 때, 로그인 한 사람의 이름을 반복하지 않도록 잠금 화면 윈도우 헬로 업데이트. - 당신이 어떤 UWP 응용 프로그램을 입력할 수 없는 문제를 해결. - 잠금 화면 배경이 제대로 표시되지 않을 수 있는 문제를 해결. - 버튼을 표시 채를 편집하려고 하면 암호가 숨겨져되는 수 되돌릴 것입니다 문제를 해결. - 설정 앱에서 검색 드롭 다운 검색 창 위에 대신 그 아래에 표시 끝낼 수 있는 문제를 해결. - "자동으로 설정 시간대"를 켤 수 없는 발생할 수 있는 문제를 해결. - 약간의 시작 메뉴 타일 아이콘이 예 경보 및 시계 앱이나 계산기 앱, 확대 나타날 수 있는 문제를 해결. - 스크롤 다중 모니터 설정에 정밀 터치 패드를 사용할 때 모니터 사이에서 속도를 줌의 일관성을 향상. - 마이크로소프트 가장자리로부터 통지를받은 후 Explorer.exe에서의 충돌이 발생할 수 있는 문제를 해결. - 상승 된 권한의 명령 프롬프트에서 mstsc.exe를 시작할 때 인증 오류를 나타내는 문제를 해결. |
| 10.0.14379                | 빠른 미리 보기 : 2016년 7월 1일                                                                                         | - 자격 증명 UI의 크기가 높은 DPI의 PC에서 내용을 표시할만큼 충분한 공간이 없었던 문제를 해결. - 액션 센터 알림의 큰 숫자 표시가 충돌할 수 있던 문제를 해결. - 센 테니얼 응용 프로그램 시작의 "대부분의 사용"목록에 버블 링 해당 앱에 포함되고, 시작 또는 Cortana에서 시작 문제를 해결. - 메모 스티커 프로그램을 시작한 후, 최소화 한 후 키보드 포커스가 사라지는 문제를 해결. |
| 10.0.14385                | 빠른 미리 보기 : 2016년 7월 10일                                                                                        | |
| 10.0.14388                | 빠른 미리 보기 : 2016년 7월 13일 느린 미리 보기 : 2016년 7월 16일                                                       | |
| 10.0.14390                | 빠른 미리 보기 : 2016년 7월 16일                                                                                        | |
| 10.0.14393 (Redstone 1)   | 빠른 미리 보기 : 2016년 7월 19일 느린 미리 보기 : 2016년 7월 21일 릴리스 프리뷰 : 2016년 7월 29일 공식 : 2016년 8월 3일 | |

| 윈도우 10 [RS2] 버전 목록 | 윈도우 10 [RS2] 버전 목록                                                                                                | 윈도우 10 [RS2] 버전 목록 |
| 버전                      | 출시 날짜 | 특징 |
| ------------------------- | --- | --- |
| 10.0.14901                | 빠른 미리 보기 : 2016년 8월 12일                                                                                         | |
| 10.0.14905                | 빠른 미리 보기 : 2016년 8월 18일                                                                                         | |
| 10.0.14915                | 빠른 미리 보기 : 2016년 9월 1일                                                                                          | |
| 10.0.14926                | 빠른 미리 보기 : 2016년 9월 15일                                                                                         | |
| 10.0.14931                | 빠른 미리 보기 : 2016년 9월 22일 느린 미리 보기 : 2016년 10월 6일                                                        | |
| 10.0.14936                | 빠른 미리 보기 : 2016년 9월 29일                                                                                         | |
| 10.0.14942                | 빠른 미리 보기 : 2016년 10월 8일                                                                                         | |
| 10.0.14946                | 빠른 미리 보기 : 2016년 10월 14일                                                                                        | |
| 10.0.14951                | 빠른 미리 보기 : 2016년 10월 20일                                                                                        | |
| 10.0.14955                | 빠른 미리 보기 : 2016년 10월 26일                                                                                        | |
| 10.0.14959                | 빠른 미리 보기 : 2016년 11월 4일                                                                                         | |
| 10.0.14965                | 빠른 미리 보기 : 2016년 11월 10일 느린 미리 보기 : 2016년 11월 18일                                                      | |
| 10.0.14971                | 빠른 미리 보기 : 2016년 11월 18일                                                                                        | |
| 10.0.14986                | 빠른 미리 보기 : 2016년 12월 8일 느린 미리 보기 : 2016년 12월 15일                                                       | - 레지스토리 편집기 개선 - 내레이터 개선 |
| 10.0.15002                | 빠른 미리 보기 : 2017년 1월 10일                                                                                         | |
| 10.0.15007                | 빠른 미리 보기 : 2017년 1월 13일                                                                                         | - 설정> 시스템> 배터리로 설정 앱을 종료하면 배터리 설정 페이지로 이동하는 문제가 해결되었다. - 작업 표시 줄의 상황에 맞는 메뉴에서 가상 터치 패드가 누락되는 문제가 수정되었다. - 터치 키보드의 작업 표시 줄에서 터치 키보드 단추가 누락될 수 있는 문제가 수정되었다. - 잠금 화면에서 Windows Hello가 "카메라를 켤 수 없습니다"라는 오류를 표시하는 문제가 수정되었다. |
| 10.0.15014                | 빠른 미리 보기 : 2017년 1월 20일                                                                                         | - 자동 공간 확보 기능 추가 - 캡처 도구 업데이트 |
| 10.0.15019                | 빠른 미리 보기 : 2017년 1월 28일                                                                                         | - Xbox 360 또는 Xbox One 컨트롤러를 PC에 연결하면 DWM이 충돌하여 디스플레이가 깜박 거리거나 공백 또는 검은 색으로 나타나는 문제 수정 - 특정 게임에서 Alt + Tab을 사용하여 다른 창으로 포커스를 변경하면 새로 초점이 맞춰진 창과 게임 깜박임을 볼 수 있는 문제 수정 - 내레이터로 Microsoft Edge를 사용할 때 Tab 키를 누르거나 다른 탐색 명령을 사용하는 동안 "보기에 항목이 없음"이 들리거나 소리가 들리지 않는 문제 수정 - 웹 메모에서 선택한 텍스트 위에 붙여 넣을 때 Microsoft Edge가 충돌하는 문제 수정 - 일부 사용자가 Microsoft Edge에서 Twitch.tv 스트림을 볼 수 없게 하는 문제 수정 - PDF를 공유할 때 Microsoft Edge가 중단되는 최근 빌드의 문제 수정 - Microsoft Edge에서 e-book 뷰어를 업데이트하여 이미지를 클릭하면 Ctrl + 마우스 휠로 확대 / 축소할 수 있다. - 헝가리어 키보드를 사용할 때 [F12 개발자 도구] 창에 입력하는 것이 작동하지 않는 문제 수정 - 사용자 지정 배율이 제어판에서 이제 디스플레이 설정의 서브 페이지로 마이그레이션되었다. - 높은 DPI 장치에서 작업 표시 줄 미리보기 아이콘이 예기치 않게 작은 문제 수정 - 문자 제한이 있는 입력란을 입력할 때 문자를 저장하기 위해 터치 키보드에서 마침표 키를 길게 누르면 라틴어 기반 언어 (영어, 독일어, 프랑스어 등)에 대한 새 줄임표 자식 키가 추가되었다. - 특정 UWP 앱에서 태블릿 모드에서 현재 포커스가 있는 텍스트 상자 외부를 두드려 터치 키보드를 닫지 않는 문제 수정 - GDI 기반 응용 프로그램의 높은 DPI 배율 동작을 재정의하기 위해 새로운 호환성 옵션에 오타가 수정 - 새로 고정 된 보조 타일 (예 : 설정의 고정 된 페이지)이 예기치 않게 시작의 최근 추가 목록에 표시되는 문제 수정 - Start에서 폴더 안팎으로 타일을 이동할 때 애니메이션을 다듬었으며 폴더의 마지막 타일을 폴더 타일과 같은 행으로 드래그할 수 없는 문제 수정 - Hey Cortana를 사용하면 예기치 않은 CPU 사용량으로 SpeechRuntime.exe가 발생할 수 있는 Build 15014의 문제 수정 - 메모장 창이 최대화되고 스크롤바를 필요로하는 텍스트가 충분하면 스크롤할 때 스크롤 막대를 드래그할 때 스크롤 막대의 맨 오른쪽 가장자리가 아무 것도하지 않는 문제 수정 - Alt 키를 눌러 메뉴 막대에 포커스를 설정 한 후 Ctrl 키를 누르거나 응용 프로그램의 하위 창을 클릭하면 특정 응용 프로그램이 응답하지 않을 수 있는 문제 수정 - 이전에 Cortana를 통해 이미 입력되고 열린 UNC 경로를 천천히 타이핑할 때 Cortana가 충돌할 수 있는 문제 수정 - 기본 앱 설정에서 '기본 앱 선택'에서 앱을 클릭 한 후 스토어에서 앱을 찾는 옵션을 선택했을 때의 문제 해결 - 테마 설정 페이지를 업데이트하여 더 많은 테마를 다운로드할 수 있는 스토어 링크를 포함하게 되었다. - 열기 대화 상자를 사용하여 폴더의 이름을 바꾸고 열면 특정 응용 프로그램이 중단 될 수 있는 문제 해결 - Snipping Tool의 모드가 Rectangle이 아닌 다른 것으로 설정된 경우 Win + Shift + S가 작동하지 않는 문제 수정 - Win + Shift + S를 사용하고 Snip을 중지하기 위해 Esc 키를 누른 후 여러 Snipping Tool 프로세스가 열릴 수 있는 문제 수정 - 폴더를 다른 파티션으로 복사하거나 이동할 때 + s와 같은 특정 파일 속성이 손실되는 문제 수정 - 특정 글꼴에 명령 프롬프트를 사용하면 예기치 않게 많은 CPU를 사용하여 conhost.exe가 발생할 수 있는 문제 수정 - 이제 다이얼 설정을 업데이트하여 사용자 정의 된 응용 프로그램을 사전 순으로 나열했다. - Windows 잉크에서 포인트 지우기를 실행 취소하고 다시 실행하면 예기치 않은 순서로 잉크가 다시 나타날 수 있는 문제 해결 - Screen Sketch 복사 안정성을 향상시켰다. - 태블릿 모드로 전환할 때 특정 앱이 다운되는 문제 수정 - 작업 표시 줄의 시계 및 캘린더 플라이 아웃에서 미정 또는 부재 중으로 표시된 일정 약속이 무료로 표시되는 문제 수정 - 슬라이드 쇼 모드의 배경 설정에서 여러 폴더를 선택한 경우 슬라이드 쇼가 작동하지 않는 문제 수정 - 테마 설정으로 이동했을 때 페이지가 깜박이는 것을 볼 수 있는 문제 수정 - Bluetooth 및 기타 장치 설정 페이지에서 예기치 않게 하단의 "Systemsettings.Viewmodel.settingentry"라고 표시된 문제 수정 - 설정의 신뢰성 향상 - zh-tw 표시 언어로 정렬 방법으로 Phonetic을 사용할 때 잠금 화면의 시계가 나타나지 않는 문제 수정 |
| 10.0.15025                | 빠른 미리 보기 : 2017년 2월 3일                                                                                          | - 내레이터의 점자 지원 - 야간 조명 기능 개선 |
| 10.0.15031                | 빠른 미리 보기 : 2017년 2월 9일                                                                                          | |
| 10.0.15042                | 빠른 미리 보기 : 2017년 2월 25일 느린 미리 보기 : 2017년 3월 3일                                                         | - Microsoft Edge에서의 독서 환경 개선 |
| 10.0.15046                | 빠른 미리 보기 : 2017년 3월 1일                                                                                          | |
| 10.0.15048                | 빠른 미리 보기 : 2017년 3월 4일 느린 미리 보기 : 2017년 3월 9일                                                          | - Microsoft Edge의 LastPass 확장으로 인해 예기치 않게 최근 빌드에 자동 완성 단추가 표시되지 않는 문제 수정 - Microsoft Edge를 사용하여 특정 웹 사이트에 붙여 넣을 때 예기치 않은 문자가 붙여 지기도하는 최근 문제 수정 - 윈도우가 작아 지거나 다른 모니터로 이동 한 경우 마우스 휠을 사용하여 Microsoft Edge에서 스크롤하는 기능이 작동하지 않을 수 있는 문제 수정 - 특정 UWP 앱에서 검색 창에 입력할 수 없는 문제 수정 - MS Pinyin IME를 사용하여 입력할 때 Cortana 검색 결과가 열리지 않는 문제 수정 - 특정 휴대 전화의 교차 기기 알림이 예기치 않게 액션 센터의 두 개의 개별 그룹에 표시되는 문제 수정 - Outlook 2016의 전자 메일이 해당 알림을 누른 후 포 그라운드에서 열리지 않는 문제 수정 |
| 10.0.15055                | 빠른 미리 보기 : 2017년 3월 11일                                                                                         | - 드라이버 업데이트를 검색할 때 표시되는 고급 설정 대화 상자의 대부분이 회색이거나 예기치 않은 흰색 대신 회색 구성 요소가 있는 문제 수정 |
| 10.0.15058                | 빠른 미리 보기 : 2017년 3월 15일 느린 미리 보기 : 2017년 3월 18일                                                        | |
| 10.0.15060                | 빠른 미리 보기 : 2017년 3월 17일                                                                                         | |
| 10.0.15061                | 빠른 미리 보기 : 2017년 3월 18일                                                                                         | |
| 10.0.15063 (Redstone 2)   | 빠른 미리 보기 : 2017년 3월 21일 느린 미리 보기 : 2017년 3월 24일 릴리스 프리뷰 : 2017년 3월 31일 공식 : 2017년 4월 12일 | - RTM 확정 빌드 - 2017년 4월 6일부터 수동 업데이트 가능 - 2017년 4월 12일부터 순차적으로 자동 업데이트 시작(최대 3개월까지 소요됨) - MS 공식 블로그 https://blogs.windows.com/windowsexperience/2017/03/20/announcing-windows-10-insider-preview-build-15063-pc-mobile/ - Windows 10 크리에이터 업데이트 |

| 윈도우 10 [RS3] 버전 목록  | 윈도우 10 [RS3] 버전 목록         | 윈도우 10 [RS3] 버전 목록 |
| 버전                       | 출시 날짜                         | 특징 |
| -------------------------- | --------------------------------- | --- |
| 10.0.16170                 | 빠른 미리 보기 : 2017년 4월 8일   | |
| 10.0.16176                 | 빠른 미리 보기 : 2017년 4월 15일  | - 이제 장치의 전원 버튼을 7초 동안 누르고 있으면 버그 확인이 시작된다. 이 기능은 레거시 ACPI 전원 단추를 사용하지 않는 최신 장치에서만 작동한다. - 내레이터는 이 빌드에서 다시 작동한다. - 이전 빌드에서 발생했던 광고 ID의 구성 오류로 인해 일부 앱과 게임이 중단되는 문제가 수정되었다. - 투명도가 활성화되어 있고 열린 UWP 응용 프로그램이 있는 경우 특정 장치의 애니메이션에 눈에 띄는 프레임 속도가 있는 시작 메뉴 및 작업 센터로 인한 문제가 수정되었다. - 예기치 않게 여러 건을 기각한 통보를 기각한 상태에 처할 수 있는 이전 빌드의 문제를 해결했다. - 이제 WSL 프로세스에서 Windows COM 포트에 직접 액세스할 수 있다. |
| 10.0.16179                 | 빠른 미리 보기 : 2017년 4월 20일  | - ntfs.sys 오류에서 "kmode 예외 처리되지 않음"으로 시작될 때 SLAP 및 Evernote와 같은 Store에서 Desktop Bridge ( "Centennial")를 사용하는 응용 프로그램이 사용자의 PC를 버그 체크 (GSOD)로 만드는 문제가 수정되었다. - 힌디어를 사용자의 언어 목록에 추가하고 주문형 언어 리소스를 다운로드하면 Cortana 또는 Windows 탐색기를 통해 결과를 반환하지 않는 시작 및 파일 검색시 Microsoft Edge가 충돌하는 문제가 수정되었다. - "자동 정렬 아이콘"이 "켜짐"으로 설정되고 "아이콘을 모눈에 정렬"이 꺼짐으로 설정되어있을 때 갑자기 바탕 화면 아이콘이 갑자기 움직이는 문제가 수정되었다. - Windows 10 Pro 사용자는 잠금 화면을 비활성화하는 기존 그룹 정책을 사용할 수 있다. 그룹 정책 텍스트가 아직이 변경 사항을 반영하도록 업데이트되지 않았으므로 나중에 변경될 수 있다. - 사용된 하드웨어에 따라 특정 멀티 모니터 및 프로젝션 구성이 실패할 수 있는 이전 비행의 렌더링 문제를 수정했다.* 야간 조명이 빠른 동작이 표시되면 처음 작업 센터를 연 후 작업 표시 줄에 위치 아이콘이 계속 켜져있는 문제가 해결되었다. |
| 10.0.16184                 | 빠른 미리 보기 : 2017년 4월 29일  | - 콜렉션 페이지에서 그림을 연 다음 제목 뒤로 버튼을 누른 경우 최근 비행으로 인해 사진이 손상되는 문제가 수정되었다. - 최신 빌드 (16176+)에서 게임을하는 동안 Counter Strike Global Offensive가 중단되거나 중단되는 문제가 수정되었다. |
| 10.0.16188                 | 빠른 미리 보기 : 2017년 5월 5일   | |
| 10.0.16193                 | 빠른 미리 보기 : 2017년 5월 12일  | - 주요 특징 : 16188 빌드의 한국어판 등에서 생기던 설정 앱 중단 오류가 해결되었다. |
| 10.0.16199                 | 빠른 미리 보기 : 2017년 5월 18일  | - 특정 전체 화면 게임의 시작 문제 해결 |
| 10.0.16215                 | 빠른 미리 보기 : 2017년 6월 9일   | - 점자 개선 |
| 10.0.16226                 | 빠른 미리 보기 : 2017년 6월 22일  | |
| 10.0.16232                 | 빠른 미리 보기 : 2017년 6월 29일  | |
| 10.0.16237                 | 빠른 미리 보기 : 2017년 7월 8일   | |
| 10.0.16241                 | 빠른 미리 보기 : 2017년 7월 14일  | |
| 10.0.16251                 | 빠른 미리 보기 : 2017년 7월 27일  | |
| 10.0.16257                 | 빠른 미리 보기 : 2017년 8월 3일   | |
| 10.0.16273                 | 빠른 미리 보기 : 2017년 8월 24일  | |
| 10.0.16275                 | 빠른 미리 보기 : 2017년 8월 26일  | |
| 10.0.16278                 | 빠른 미리 보기 : 2017년 8월 30일  | |
| 10.0.16281                 | 빠른 미리 보기 : 2017년 9월 2일   | |
| 10.0.16288                 | 빠른 미리 보기 : 2017년 9월 13일  | - 워터마크 사라짐 - 운영 체제 버젼 1709 |
| 10.0.16291                 | 빠른 미리 보기 : 2017년 9월 20일  | |
| 10.0.16294                 | 빠른 미리 보기 : 2017년 9월 21일  | |
| 10.0.16296                 | 빠른 미리 보기 : 2017년 9월 23일  | - 워터마크 다시 생김 |
| 10.0.16299                 | 빠른 미리 보기 : 2017년 9월 27일  | - 일부 참가자가 최근 빌드로 업그레이드 한 후 옵티컬 드라이브가 PC에 표시되지 않는 것을 수정 됨 - 포함된 PDF를 스크롤 할 때 Microsoft Edge가 충돌 할 수 있는 문제가 수정 됨 - 마지막 몇 빌드로 업그레이드를 시도할 때 일부 참가자가 0x80070005를 보는 문제가 수정 됨 - 자동 파일 다운로드 알림을 사용하여 앱 다운로드가 UWP 앱에서 작동하지 않는 문제를 해결 됨 - Windows Defender가 파일 선택 대화 상자를 사용하여 미리보기 이미지를보고 온라인 전용으로 선택한 파일을 다운로드할 수 있는 문제가 수정 됨 |
| 10.0.16299.15              | 빠른 미리 보기 : 2017년 10월 3일  | - 워터마크 없어짐 - 평가판 완료 날짜 없어짐 - RTM 버전 |
| 10.0.16299.19 (Redstone 3) | 빠른 미리 보기 : 2017년 10월 14일 | - MSDN 버전 - 앱을 제거한 후 다시 시작, 로그 오프 및 로그인 할 때마다 다시 설치되는 문제 해결. - JET 데이터베이스에서 오류 출력의 현지화가 중단 된 문제 해결. 영어 오류 문자열만 보고된다. - Windows 커널 모드 드라이버, Microsoft 그래픽 구성 요소, Internet Explorer, Windows 커널, Microsoft Windows 검색 구성 요소, Windows TPM, Windows NTLM, Device Guard, Microsoft 스크립팅 엔진, Windows 무선 네트워킹, Microsoft Windows DNS, Windows Server, Microsoft에 대한 보안 업데이트 JET 데이터베이스 엔진 및 Windows SMB 서버. |

| 윈도우 10 [RS4] 버전 목록 | 윈도우 10 [RS4] 버전 목록                                         | 윈도우 10 [RS4] 버전 목록 |
| 버전                      | 출시 날짜                                                         | 특징 |
| ------------------------- | ----------------------------------------------------------------- | --- |
| 10.0.16257                | 빠른 미리 보기 : 2017년 8월 3일                                   | |
| 10.0.16273                | 빠른 미리 보기 : 2017년 8월 24일                                  | - Windows 셸 및 Microsoft Edge 개선 |
| 10.0.16353                | 빠른 미리 보기 : 2017년 9월 1일                                   | - DPI 문제 수정 - Microsoft Edge의 특정 웹 사이트의 이동 문제 수정 |
| 10.0.16362                | 빠른 미리 보기 : 2017년 9월 14일                                  | - Windows 셀 개선 - Microsoft Edge 개선 |
| 10.0.17004                | 빠른 미리 보기 : 2017년 9월 28일                                  | - Microsoft Edge 개선 및 바탕화면에 엣지 바로가기 아이콘 생김. - RS4 빌드에는 최신 RS3 빌드에 포함된 많은 수정 사항이 포함되어 있다. - 색상 및 고 대비 설정에 새로운 색상 휠을 도입하여 사용 가능한 서로 다른 색상 필터의 효과를 느낄 수 있도록 도와준다. - Mod Organizer가 최근 항공편에서 Skyrim에 더 이상 mod를로드하지 않는 문제가 수정되었다. - win32kfull.sys의 SYSTEM_SERVICE_EXCEPTION을 사용하여 마지막으로 비행 한 빌드를 녹색 스크리닝으로 만드는 문제가 수정되었다. - WIN + X 메뉴에서 액셀러레이터 키 밑줄 힌트가 예기치 않게 누락되는 문제가 수정되었다. |
| 10.0.17017                | 빠른 미리 보기 : 2017년 10월 14일                                 | - 재부팅 후 제거 된 응용 프로그램이 예기치 않게 다시 설치되는 경우가 있는 상황에서 내부자 중 일부만이 문제를 해결했다. - Windows 10 크리에이터 업데이트의 바탕 화면 변경이 "설정 동기화"가 활성화 된 장치로 로밍되지 않을 수있는 문제가 수정되었다. - 시작시 저장 공간 설정이 충돌하는 이전 비행에서 문제가 해결되었다. - 시간대를 변경하면 로그 아웃하고 다시 로그인 할 때까지 잠금 화면 시계가 정확하지 않은 문제가 수정되었다. - 알림 위에 스크롤 동작을 시작한 경우 Action Center가 터치 스크롤하지 않는 문제가 수정되었다. - 알림이 액션 센터에서 닫히는 것을 지원하지 않으면 토스트에 화살표 대신 X가 표시된다. - 터치 키보드를 재시작하기 전에 터치 키보드를 사용했다면 비 터치 PC에서 시스템을 다시 시작한 후 터치 키보드가 예기치 않게 자동 실행될 수있는 문제가 수정되었다. - 입력 플라이 아웃의 언어 설정 아이콘이 터치 키보드에서 사용되는 언어 설정과 일치하도록 업데이트되었다. - Courier New 글꼴을 사용할 때 "2"문자가 일부 응용 프로그램에서 올바르게 렌더링되지 않는 문제가 수정되었다. - 특정 게임이나 온라인 비디오를 재생할 때 볼륨 믹서에 중복 아이콘이 표시 될 수있는 문제가 수정되었다. - 프레임 속도가 높은 일부 DirectX 9 게임에서 성능이 저하되는 문제가 수정되었다. 게임의 팬이라면 잠시 시간을내어이 빌드에서 좋아하는 게임을 즐기고 피드백을 공유하십시오. - 최근 빌드에서 특정 그래픽 드라이버를 사용하면 예기치 않은 색상으로 야간 조명이 표시 될 수있는 문제가 수정되었다. - 이 빌드를 진행하면 최대 절전 모드와 빠른 시작을 비활성화하는 설정이 업그레이드를 통해 유지된다. - 일부 내부 직원은 최근 비행으로 업그레이드 한 후 옵티컬 드라이브가이 PC에 표시되지 않는 문제를 해결했다. - 일부 내부 직원이 최후의 항공편으로 업그레이드를 시도 할 때 0x80070005가 표시되는 문제가 수정되었다. - 최근 항공편에서 상점에서 앱을 업데이트하려고 할 때 코드 0x80070002가 표시되는 문제가 수정되었다. - Hyper-V가 타사 네트워크 저장소에서 VM을 만들 수없는 문제가 수정되었다. - 영어가 아닌 빌드를 새로 설치 한 후 처음 몇 분 동안 영어 응용 프로그램 이름에 많은 inbox 응용 프로그램 이름이 예기치 않게 나타날 수있는 문제가 수정되었다. - HTML 캔버스를 많이 사용하는 WebView를 사용하는 게임 앱이 최근 항공편에서 예기치 않게 매우 낮은 FPS를 보였던 문제가 수정되었다. |
| 10.0.17025                | 빠른 미리 보기 : 2017년 10월 25일 미국 기준                       | - Fluent Design에 대한 우리의 노력을 계속하면서,이 빌드에서는 피드백을 기반으로 라이트 프레스 효과를 부드럽게 할뿐만 아니라 CalendarView에서 기본적으로 Reveal을 활성화했다 (예를 들어 시계 및 달력 플라이 아웃). 이 빌드 또는 그 이상의 버전에서 Preview SDK를 사용하는 UWP 앱은이 변경 사항을 자동으로 보게된다. - 특정 GPU 구성으로이 빌드를 실행하는 PC로 RDP를 실행하면 로컬로 PC에 로그인 할 때 커서 만 사용할 수 있는 검은 색 화면이 표시된다. - 최종 비행에서 시각적으로 손상된 터치 피드백이 예상되는 원이 아닌 이상한 인공물로 인해 발생하는 문제를 수정했다. - 일본어 레이아웃의 터치 키보드를 사용하여 입력 할 때 UNC 경로가 인식되지 않는 문제가 수정되었다. - 원하는 위치로 이동할 때 속도를 향상시키려면 Internet Explorer의 주소 표시 줄이나 검색 창에 일본어 IME를 입력 할 때 후보를 기다릴 필요없이 문자열을 작성하는 동안 추천 제안 드롭 다운이 표시됩니다 문자열이 커밋된다. - 미니 모드 (예 : Groove Music)로 앱을 사용하면 작업 표시 줄이 원격 데스크톱 세션 위에 표시되는 문제가 해결되었다. 또한 다른 모니터에서 게임 전체 화면을 재생하면서 Cortana를 사용하여 앱을 시작하면 작업 표시 줄이 게임 위에 표시 될 수있는 문제가 수정되었다. - 소형 장치에서 태블릿 모드 일 때 터치를 사용하여 시작 시작 부분으로 스크롤 할 수 없는 문제가 수정되었다. - 시작에서 마우스 입력이 오프셋 될 수있는 문제가 수정되었다. - 인터넷에 연결되어 있지 않은 상태에서 Windows를 새로 설치하면 예상되는 이미지가 아니라 다운로드 화살표가 표시된 기본 시작 타일이 생길 수있는 문제가 수정되었다. - 파일 탐색기에서 시작 폴더에 이미 고정되어있는 폴더를 마우스 오른쪽 단추로 클릭해도 여전히 "시작 핀"옵션이 표시되는 문제가 수정되었다. - 향상된 세션 모드로 VM을 사용하여 Windows에 로그인하려고 시도 할 때 암호를 두 번 묻는 메시지가 표시 될 수있는 문제가 수정되었다. - 창과 전체 화면 사이에서 일부 DX9 / DX10 / DX11 게임을 전환하는 문제 (예 : Alt + Tab 사용)로 인해 특정 PC에서 게임 창이 검은 색이 될 수있는 문제를 수정했다. - 이전 승급으로 업그레이드할 때 HAL INITIALIZATION FAILED 오류가 있는 일부 블루 스크린이 x86 PC 사용자에게 발생하는 문제가 수정되었다. - 복원 지점이 설정된 내부 사용자가 부팅 할 때 volsnap.sys 녹색 화면 오류가 발생했을 수있는 문제가 수정되었다. - Microsoft Edge가 특정 링크를 클릭 한 후 새 페이지를로드하는 데 예기치 않게 오랜 시간이 걸리는 문제가 수정되었다. - Microsoft Edge에서 예기치 않게 제어 기능을 통해 탭으로 이동할 때 응답 속도가 느려지는 문제가 수정되었다. |
| 10.0.17035                | 빠른 미리 보기 : 2017년 11월 9일 미국 기준                        | PC의 일반적인 변경, 개선 및 수정 - 이전 항공편에서 디버거가 연결된 앱을 실행하면 스플래시 화면에서 멈추는 문제가 해결되었다. 디버깅 UWP가 이제 다시 작동한다. - 집이나 사무실 PC에 기본 위치가 설정되면 Cortana는 PC의 영역에 위치 기반 미리 알림을 표시한다. 기본 위치는지도 앱에서 설정할 수 있다. - 라이트 테마를 지원하도록 Cortana Collections를 업데이트했다. - 설정> 네트워크 및 인터넷의 데이터 사용 설정 페이지를 일부 변경했다.이 빌드에서 약간의 차이가 있음을 알 수 있다. 모든 것이 작동하고있는 것은 아니므로 나중에 실행될 때 모든 사항이 실행될 때 발표 할 예정이다. - 일부 상점 다운로드 오류가 Windows Update 기록 페이지에 예기치 않게 표시되는 문제가 수정되었다. - Fluent Design의 Reveal을 사용하도록 Action Center를 업데이트했다. 또한 '모두 지우기'가 업데이트되어 검색 가능성을 높이기 위해 '모든 알림 지우기'라고 말한다. - 마지막 몇 항공편에서 액션 센터의 알림을 삭제할 수 없었던 문제가 수정되었다. - Dismiss에도 불구하고 알람 소리가 계속해서 울리도록 잠금 이상으로 경고 알림을 해제하는 문제를 수정했다. - 앱을 제거한 후 고정 된 타일이 시작 메뉴에 계속 남아있을 수있는 문제가 수정되었다. - 원격 데스크톱을 통해 연결 한 후 시작 메뉴의 첫 번째 로컬 시작에서 맨 아래 부분에 애니메이션을 적용하기 전에 맨 위 절반에 잠깐 시작 클립이 표시되는 문제가 수정되었다. - 시작 메뉴를 업그레이드 한 후에 "NoUIEntryPoints-DesignMode"라는 이름과 회색 타일이 있는 여러 개의 앱 목록이 포함될 수있는 문제가 수정되었다. - 작은 아이콘보기를 사용할 때 파일 탐색기에서 파일의 이름을 바꿀 수없는 문제가 수정되었다. - UWP 앱에서 파일 선택기를 사용하면 USB를 통해 PC에 연결된 전화기에서 여러 이미지를 선택할 때 "다중 선택이 허용되지 않습니다"라는 오류가 표시되는 문제가 해결되었다. - 업그레이드 후 "시작시 제안을 간헐적으로 표시"가 재설정되는 문제가 수정되었다. - 마지막 두 항공편에서 시작 메뉴 안정성이 떨어지는 문제가 수정되었다. - 작업 표시 줄이 열려있는 동안 진행 막대가 있는 알림이 업데이트되지 않는 문제가 수정되었다. - 특정 키보드의 암호 필드에서 터치 키보드의 유효한 문자가 예상치 않게 비활성화 된 문제가 수정되었다. - 키를 사용할 수 없어 제 3 자 일본어 IME를 사용하여 터치 키보드를 사용할 때 알파 모드로 전환 할 수 없는 문제가 수정되었다. - somethi로 설정하면 재부팅시 입력 표시기 상태가 유지되지 않는 문제가 수정되었다. |
| 10.0.17040                | 빠른 미리 보기 : 2017년 11월 17일                                 | - 활동 기록 기능 추가 - 특정 win32 앱에서 체크 박스가 누락되는 문제 수정 - 프로필 변경 문제 해결 - 설정 앱 개선 |
| 10.0.17046                | 빠른 미리 보기 : 2017년 11월 23일                                 | - Microsoft Edge 개선 |
| 10.0.17063                | 빠른 미리 보기 : 2017년 12월 20일                                 | - Microsoft Edge 개선 - Windows 셸 개선 |
| 10.0.17074.1000           | 빠른 미리 보기 : 2018년 1월 12일                                  | - Microsoft Edge 메뉴 개선 |
| 10.0.17074.1002           | 빠른 미리 보기 : 2018년 1월 18일 느린 미리 보기 : 2018년 1월 19일 | - 인텔 CPU 보안패치 적용 후 AMD PC의 부팅 불가 현상 해결 |
| 10.0.17083                | 빠른 미리 보기 : 2018년 1월 25일                                  | |
| 10.0.17093                | 빠른 미리 보기 : 2018년 2월 8일                                   | - 게임 바 향상 - 마이크로소프트 엣지 개선 |
| 10.0.17101                | 빠른 미리 보기 : 2018년 2월 15일                                  | |
| 10.0.17107                | 빠른 미리 보기 : 2018년 2월 24일                                  | |
| 10.0.17110                | 빠른 미리 보기 : 2018년 2월 28일                                  | |
| 10.0.17112                | 빠른 미리 보기 : 2018년 3월 3일                                   | - 마이크로소프트 엣지의 검은색 창 문제 해결 |
| 10.0.17115                | 빠른 미리 보기 : 2018년 3월 7일                                   | |
| 10.0.17120                | 빠른 미리 보기 : 2018년 3월 14일                                  | |
| 10.0.17123                | 빠른 미리 보기 : 2018년 3월 17일                                  | - 윈도우 디펜터에 새로운 기능 도입 |
| 10.0.17127                | 빠른 미리 보기 : 2018년 3월 21일                                  | - 코타나의 기능 향상 |
| 10.0.17128                | 빠른 미리 보기 : 2018년 3월 24일                                  | |
| 10.0.17133                | 빠른 미리 보기 : 2018년 3월 28일 느린 미리 보기 : 2018년 3월 31일 | |
| 10.0.17134 (Redstone 4)   | 미리 보기 : 2018년 4월 17일                                       | - RTM 확정 빌드 (정식 버전) |

| 윈도우 10 [RS5] 버전 목록 | 윈도우 10 [RS5] 버전 목록                                         | 윈도우 10 [RS5] 버전 목록 |
| 버전                      | 출시 날짜                                                         | 특징 |
| ------------------------- | ----------------------------------------------------------------- | --- |
| 10.0.17604                | 빠른 미리 보기 : 2018년 2월 15일                                  | |
| 10.0.17618                | 빠른 미리 보기 : 2018년 3월 8일                                   | |
| 10.0.17623                | 빠른 미리 보기 : 2018년 3월 17일                                  | |
| 10.0.17627                | 빠른 미리 보기 : 2018년 3월 22일                                  | |
| 10.0.17634                | 빠른 미리 보기 : 2018년 3월 30일                                  | - 윈도우 전용 달력에서 검색 기능 추가 |
| 10.0.17639                | 빠른 미리 보기 : 2018년 4월 5일                                   | - 파일 탐색기 탭 기능 개선 - 윈도우 계산기의 개선 |
| 10.0.17643                | 빠른 미리 보기 : 2018년 4월 13일                                  | - 마이크로소프트 엣지의 성능 개선 - 데이터 로밍 기능 개선 - 돋보기의 확대/축소에 대한 새로운 옵션 추가                                                                          |
| 10.0.17650                | 빠른 미리 보기 : 2018년 4월 20일                                  | |
| 10.0.17655                | 빠른 미리 보기 : 2018년 4월 26일                                  | |
| 10.0.17661                | 빠른 미리 보기 : 2018년 5월 3일                                   | |
| 10.0.17666                | 빠른 미리 보기 : 2018년 5월 10일                                  | - 새로운 클립 보드 추가 |
| 10.0.17672                | 빠른 미리 보기 : 2018년 5월 17일                                  | - 윈도우 보안 향상 |
| 10.0.17677                | 빠른 미리 보기 : 2018년 5월 25일                                  | - 내레이터 개선 |
| 10.0.17682                | 빠른 미리 보기 : 2018년 6월 1일                                   | - 마이크로소프트 엣지 개선 |
| 10.0.17686                | 빠른 미리 보기 : 2018년 6월 7일                                   | - 설정 -> 시간 및 언어에서 새로운 지역 페이지 도입 - 개인정보 보호 설정 개선 - 윈도우 혼합 현실 개선                                                                            |
| 10.0.17692                | 빠른 미리 보기 : 2018년 6월 15일                                  | - 마이크로소프트 엣지의 WebDriver 개선 - 설정에 "모든 것을 더 크게"옵션 추가 - 내레이터에서 "자동 대화 읽기"등 기능 개선 - 게임 모드에 대한 새로운 옵션 추가 - 윈도우 검색 개선 |
| 10.0.17704                | 빠른 미리 보기 : 2018년 6월 28일                                  | - 마이크로소프트 엣지의 아이콘 변경 - 윈도우 보안 향상 - 작업 관리자에 새로운 열 추가 - 마이크로소프트 Font Maker 앱 추가                                                       |
| 10.0.17711                | 빠른 미리 보기 : 2018년 7월 7일                                   | |
| 10.0.17713                | 빠른 미리 보기 : 2018년 7월 13일                                  | - 원격 데스크톱에 생체 인식 기능 추가 |
| 10.0.17723                | 빠른 미리 보기 : 2018년 7월 26일                                  | - Microsoft Edge 개선 |
| 10.0.17728                | 빠른 미리 보기 : 2018년 8월 1일                                   | - 내레이터 개선 |
| 10.0.17730                | 빠른 미리 보기 : 2018년 8월 4일                                   | |
| 10.0.17733                | 빠른 미리 보기 : 2018년 8월 9일                                   | - 파일 탐색기에 어두운 테마 추가 |
| 10.0.17735                | 빠른 미리 보기 : 2018년 8월 11일                                  | |
| 10.0.17738                | 빠른 미리 보기 : 2018년 8월 15일                                  | |
| 10.0.17741                | 빠른 미리 보기 : 2018년 8월 18일                                  | |
| 10.0.17744                | 빠른 미리 보기 : 2018년 8월 22일                                  | |
| 10.0.17746                | 빠른 미리 보기 : 2018년 8월 25일                                  | |
| 10.0.17751                | 빠른 미리 보기 : 2018년 9월 1일                                   | |
| 10.0.17754                | 빠른 미리 보기 : 2018년 9월 6일                                   | |
| 10.0.17755                | 빠른 미리 보기 : 2018년 9월 8일                                   | |
| 10.0.17758                | 빠른 미리 보기 : 2018년 9월 12일                                  | |
| 10.0.17760                | 빠른 미리 보기 : 2018년 9월 15일                                  | - 게임 호환성 문제 해결 |
| 10.0.17763 (Redstone 5)   | 빠른 미리 보기 : 2018년 9월 19일 느린 미리 보기 : 2018년 9월 21일 | - RTM 버전 |

| 윈도우 10 [19H1] 버전 목록 | 윈도우 10 [19H1] 버전 목록        | 윈도우 10 [19H1] 버전 목록                      |
| 버전                       | 출시 날짜                         | 특징                                            |
| -------------------------- | --------------------------------- | ----------------------------------------------- |
| 10.0.18204                 | 빠른 미리 보기 : 2018년 7월 26일  | - 19H1 첫번째 빌드 출처 : [15]                  |
| 10.0.18214                 | 빠른 미리 보기 : 2018년 8월 11일  | - 19H1 두번째 빌드 출처 : [16]                  |
| 10.0.18219                 | 빠른 미리 보기 : 2018년 8월 17일  | - 내레이터 개선과 Microsoft Edge 오류 문제 해결 |
| 10.0.18234                 | 빠른 미리 보기 : 2018년 9월 7일   | - Microsoft Edge 오류 문제 해결                 |
| 10.0.18237                 | 빠른 미리 보기 : 2018년 9월 13일  | - Windows 로그인 화면 아크릴 추가               |
| 10.0.18242                 | 빠른 미리 보기 : 2018년 9월 19일  | - 19H1 6번째 빌드 출처 : [17]                   |
| 10.0.18247                 | 빠른 미리 보기 : 2018년 9월 27일  |                                                 |
| 10.0.18252                 | 빠른 미리 보기 : 2018년 10월 4일  |                                                 |
| 10.0.18262                 | 빠른 미리 보기 : 2018년 10월 18일 | - 1809 버전 출처 : [18]                         |
| 10.0.18267                 | 빠른 미리 보기 : 2018년 10월 25일 |                                                 |
| 10.0.18272                 | 빠른 미리 보기 : 2018년 11월 1일  | - 출처 : [19]                                   |
| 10.0.18277                 | 빠른 미리 보기 : 2018년 11월 8일  |                                                 |
| 10.0.18282                 | 빠른 미리 보기 : 2018년 11월 15일 |                                                 |
| 10.0.18290                 | 빠른 미리 보기 : 2018년 11월 29일 |                                                 |
| 10.0.18298                 | 빠른 미리 보기 : 2018년 12월 11일 |                                                 |
| 10.0.18305                 | 빠른 미리 보기 : 2018년 12월 20일 | - 2018년 19H1 마지막 빌드                       |
| 10.0.18309                 | 빠른 미리 보기 : 2019년 1월 4일   | - 2019년 19H1 첫 빌드                           |
| 10.0.18312                 | 빠른 미리 보기 : 2019년 1월 10일  |                                                 |
| 10.0.18317                 | 빠른 미리 보기 : 2019년 1월 17일  |                                                 |
| 10.0.18323                 | 빠른 미리 보기 : 2019년 1월 25일  |                                                 |
| 10.0.18329                 | 빠른 미리 보기 : 2019년 2월 2일   |                                                 |
| 10.0.18334                 | 빠른 미리 보기 : 2019년 2월 9일   |                                                 |
| 10.0.18342                 | 빠른 미리 보기 : 2019년 2월 21일  |                                                 |
| 10.0.18343                 | 빠른 미리 보기 : 2019년 2월 23일  |                                                 |
| 10.0.18346                 | 빠른 미리 보기 : 2019년 2월 27일  |                                                 |
| 10.0.18348                 | 빠른 미리 보기 : 2019년 3월 2일   |                                                 |
| 10.0.18351                 | 빠른 미리 보기 : 2019년 3월 6일   |                                                 |
| 10.0.18353                 | 빠른 미리 보기 : 2019년 3월 9일   |                                                 |
| 10.0.188356                | 빠른 미리 보기 : 2019년 3월 12일  |                                                 |
| 10.0.18358                 | 빠른 미리 보기 : 2019년 3월 16일  |                                                 |
| 10.0.18361                 | 빠른 미리 보기 : 2019년 3월 20일  |                                                 |
| 10.0.18362 (19H1)          | 빠른 미리 보기 : 2019년 3월 21일  | - RTM 확정 빌드 (정식 버전)                     |

| 윈도우 10 [19H2] 버전 목록 | 윈도우 10 [19H2] 버전 목록        | 윈도우 10 [19H2] 버전 목록          |
| 버전                       | 출시 날짜                         | 특징                                |
| -------------------------- | --------------------------------- | ----------------------------------- |
| 10.0.18362.10000           | 빠른 미리 보기 : 2019년 7월 2일   | - 19H2 첫번째 빌드                  |
| 10.0.18363.327             | 빠른 미리 보기 : 2019년 8월 26일  |                                     |
| 10.0.18363.418             | 빠른 미리 보기 : 2019년 10월 8일  | - RTM 확정 빌드 (정식 버전)         |
| 10.0.18363.476             | 빠른 미리 보기 : 2019년 11월 12일 | - 19H2 최신 버전 (19H2 마직막 버전) |
|                            |                                   |                                     |

| 윈도우 10 [20H1] 버전 목록 | 윈도우 10 [20H1] 버전 목록        | 윈도우 10 [20H1] 버전 목록            |
| 버전                       | 출시 날짜                         | 특징                                  |
| -------------------------- | --------------------------------- | ------------------------------------- |
| 10.0.18836                 | 빠른 미리 보기 : 2019년 2월 15일  | - 20H1 첫번째 빌드 출처 :[20][19][18] |
| 10.0.18841                 | 빠른 미리 보기 : 2019년 2월 23일  | - 20H1 첫번째 오류수정 빌드           |
| 10.0.18845                 | 빠른 미리 보기 : 2019년 3월 1일   |                                       |
| 10.0.18850                 | 빠른 미리 보기 : 2019년 3월 7일   |                                       |
| 10.0.18855                 | 빠른 미리 보기 : 2019년 3월 14일  |                                       |
| 10.0.18860                 | 빠른 미리 보기 : 2019년 3월 21일  |                                       |
| 10.0.18865                 | 빠른 미리 보기 : 2019년 3월 28일  |                                       |
| 10.0.18875                 | 빠른 미리 보기 : 2019년 4월 11일  |                                       |
| 10.0.18885                 | 빠른 미리 보기 : 2019년 4월 27일  | - 20H1 업데이트 재개 빌드             |
| 10.0.18890                 | 빠른 미리 보기 : 2019년 5월 2일   |                                       |
| 10.0.18894                 | 빠른 미리 보기 : 2019년 5월 9일   | - 파일 탐색기 개선 - 접근성 향상      |
| 10.0.18895                 | 빠른 미리 보기 : 2019년 5월 12일  |                                       |
| 10.0.18898                 | 빠른 미리 보기 : 2019년 5월 16일  |                                       |
| 10.0.18908                 | 빠른 미리 보기 : 2019년 5월 30일  | - 휴대전화앱 기능개선 및 추가         |
| 10.0.18912                 | 빠른 미리 보기 : 2019년 6월 6일   |                                       |
| 10.0.18917                 | 빠른 미리 보기 : 2019년 6월 13일  |                                       |
| 10.0.18922                 | 빠른 미리 보기 : 2019년 6월 21일  |                                       |
| 10.0.18932                 | 빠른 미리 보기 : 2019년 7월 4일   |                                       |
| 10.0.18936                 | 빠른 미리 보기 : 2019년 7월 11일  |                                       |
| 10.0.18941                 | 빠른 미리 보기 : 2019년 7월 19일  | - 한국어 IME 기능 개선                |
| 10.0.18945                 | 빠른 미리 보기 : 2019년 7월 27일  |                                       |
| 10.0.18950                 | 빠른 미리 보기 : 2019년 8월 1일   |                                       |
| 10.0.18956                 | 빠른 미리 보기 : 2019년 8월 8일   |                                       |
| 10.0.18963                 | 빠른 미리 보기 : 2019년 8월 17일  |                                       |
| 10.0.18965                 | 빠른 미리 보기 : 2019년 8월 22일  |                                       |
| 10.0.18970                 | 빠른 미리 보기 : 2019년 8월 30일  |                                       |
| 10.0.18975                 | 빠른 미리 보기 : 2019년 9월 7일   |                                       |
| 10.0.18980                 | 빠른 미리 보기 : 2019년 9월 11일  |                                       |
| 10.0.18990                 | 빠른 미리 보기 : 2019년 9월 25일  |                                       |
| 10.0.18995                 | 빠른 미리 보기 : 2019년 10월 5일  |                                       |
| 10.0.19002                 | 빠른 미리 보기 : 2019년 10월 18일 |                                       |
| 10.0.19008                 | 빠른 미리 보기 : 2019년 10월 23일 |                                       |
| 10.0.19013                 | 빠른 미리 보기 : 2019년 10월 30일 |                                       |
| 10.0.19018                 | 빠른 미리 보기 : 2019년 11월 6일  |                                       |
| 10.0.19023                 | 빠른 미리 보기 : 2019년 11월 13일 |                                       |
| 10.0.19025                 | 빠른 미리 보기 : 2019년 11월 16일 |                                       |
| 10.0.19028                 | 빠른 미리 보기 : 2019년 11월 20일 |                                       |
| 10.0.19030                 | 빠른 미리 보기 : 2019년 11월 23일 | - 워터마크 및 평가본 종료 날짜 삭제   |
| 10.0.19033                 | 빠른 미리 보기 : 2019년 11월 27일 |                                       |
| 10.0.19035                 | 빠른 미리 보기 : 2019년 12월 5일  |                                       |
| 10.0.19037                 | 빠른 미리 보기 : 2019년 12월 7일  |                                       |
| 10.0.19041                 | 빠른 미리 보기 : 2019년 12월 11일 |                                       |
| 10.0.19041.264             | 빠른 미리 보기 : 2020년 5월 13일  | - 20H1 정식 버전 출시                 |
| 10.0.19041.1415            | 빠른 미리 보기 : 2021년 12월 15일 | - 20H1 최신 버전 (20H1 마직막 버전)   |
|                            |                                   |                                       |

| 윈도우 10 [20H2] 버전 목록 | 윈도우 10 [20H2] 버전 목록        | 윈도우 10 [20H2] 버전 목록          |
| 버전                       | 출시 날짜                         | 특징                                |
| -------------------------- | --------------------------------- | ----------------------------------- |
| 10.0.19042.330             | 빠른 미리 보기 : 2020년 6월 17일  | - 20H2 첫번째 빌드                  |
| 10.0.19042.572             | 빠른 미리 보기 : 2020년 10월 14일 | - 20H2 정식 버전 출시               |
| 10.0.19042.1708            | 빠른 미리 보기 : 2022년 5월 20일  | - 20H2 최신 버전 (20H2 마직막 버전) |
|                            |                                   |                                     |

| 윈도우 10 [21H1] 버전 목록 | 윈도우 10 [21H1] 버전 목록        | 윈도우 10 [21H1] 버전 목록         |
| 버전                       | 출시 날짜                         | 특징                               |
| -------------------------- | --------------------------------- | ---------------------------------- |
| 10.0.19043.928             | 빠른 미리 보기 : 2021년 4월 14일  | - 21H1 첫번째 빌드                 |
| 10.0.19043.962             | 빠른 미리 보기 : 2021년 4월 20일  |                                    |
| 10.0.19043.964             | 빠른 미리 보기 : 2021년 4월 29일  |                                    |
| 10.0.19043.985             | 빠른 미리 보기 : 2021년 5월 12일  |                                    |
| 10.0.19043.1021            | 빠른 미리 보기 : 2021년 5월 20일  |                                    |
| 10.0.19043.1023            | 빠른 미리 보기 : 2021년 5월 22일  |                                    |
| 10.0.19043.1052            | 빠른 미리 보기 : 2021년 6월 8일   |                                    |
| 10.0.19043.1081            | 빠른 미리 보기 : 2021년 6월 18일  |                                    |
| 10.0.19043.1083            | 빠른 미리 보기 : 2021년 7월 7일   |                                    |
| 10.0.19043.1110            | 빠른 미리 보기 : 2021년 7월 14일  |                                    |
| 10.0.19043.1147            | 빠른 미리 보기 : 2021년 7월 16일  |                                    |
| 10.0.19043.1149            | 빠른 미리 보기 : 2021년 7월 21일  |                                    |
| 10.0.19043.1151            | 빠른 미리 보기 : 2021년 7월 30일  |                                    |
| 10.0.19043.1165            | 빠른 미리 보기 : 2021년 8월 11일  |                                    |
| 10.0.19043.1200            | 빠른 미리 보기 : 2021년 8월 19일  |                                    |
| 10.0.19043.1202            | 빠른 미리 보기 : 2021년 9월 1일   |                                    |
| 10.0.19043.1237            | 빠른 미리 보기 : 2021년 9월 15일  |                                    |
| 10.0.19043.1263            | 빠른 미리 보기 : 2021년 9월 24일  |                                    |
| 10.0.19043.1266            | 빠른 미리 보기 : 2021년 9월 30일  |                                    |
| 10.0.19043.1288            | 빠른 미리 보기 : 2021년 10월 13일 |                                    |
| 10.0.19043.1316            | 빠른 미리 보기 : 2019년 10월 20일 |                                    |
| 10.0.19043.1320            | 빠른 미리 보기 : 2021년 10월 27일 |                                    |
| 10.0.19043.1348            | 빠른 미리 보기 : 2021년 11월 10일 |                                    |
| 10.0.19043.1379            | 빠른 미리 보기 : 2021년 11월 17일 |                                    |
| 10.0.19043.1381            | 빠른 미리 보기 : 2021년 11월 19일 |                                    |
| 10.0.19043.1415            | 빠른 미리 보기 : 2021년 12월 15일 |                                    |
| 10.0.19043.1466            | 빠른 미리 보기 : 2022년 1월 12일  |                                    |
| 10.0.19043.1499            | 빠른 미리 보기 : 2022년 1월 15일  |                                    |
| 10.0.19043.1503            | 빠른 미리 보기 : 2022년 1월 26일  |                                    |
| 10.0.19043.1526            | 빠른 미리 보기 : 2022년 2월 9일   |                                    |
| 10.0.19043.1566            | 빠른 미리 보기 : 2022년 2월 16일  |                                    |
| 10.0.19043.1586            | 빠른 미리 보기 : 2022년 3월 9일   |                                    |
| 10.0.19043.1618            | 빠른 미리 보기 : 2022년 3월 15일  |                                    |
| 10.0.19043.1620            | 빠른 미리 보기 : 2022년 3월 23일  |                                    |
| 10.0.19043.1645            | 빠른 미리 보기 : 2022년 4월 13일  |                                    |
| 10.0.19043.1682            | 빠른 미리 보기 : 2022년 4월 26일  |                                    |
| 10.0.19043.1706            | 빠른 미리 보기 : 2022년 5월 11일  |                                    |
| 10.0.19043.1708            | 빠른 미리 보기 : 2022년 5월 20일  |                                    |
| 10.0.19043.1739            | 빠른 미리 보기 : 2022년 5월 24일  |                                    |
| 10.0.19043.1739            | 빠른 미리 보기 : 2022년 5월 24일  |                                    |
| 10.0.19043.1741            | 빠른 미리 보기 : 2022년 6월 3일   |                                    |
| 10.0.19043.1766            | 빠른 미리 보기 : 2022년 6월 15일  |                                    |
| 10.0.19043.1806            | 빠른 미리 보기 : 2022년 6월 25일  |                                    |
| 10.0.19043.1826            | 빠른 미리 보기 : 2022년 7월 13일  |                                    |
| 10.0.19043.1862            | 빠른 미리 보기 : 2022년 7월 19일  |                                    |
| 10.0.19043.1865            | 빠른 미리 보기 : 2022년 7월 27일  |                                    |
| 10.0.19043.1889            | 빠른 미리 보기 : 2022년 8월 10일  |                                    |
| 10.0.19043.1947            | 빠른 미리 보기 : 2022년 8월 16일  |                                    |
| 10.0.19043.1949            | 빠른 미리 보기 : 2022년 8월 27일  |                                    |
| 10.0.19043.2006            | 빠른 미리 보기 : 2022년 9월 14일  |                                    |
| 10.0.19043.2075            | 빠른 미리 보기 : 2022년 9월 16일  |                                    |
| 10.0.19043.2130            | 빠른 미리 보기 : 2022년 10월 12일 |                                    |
| 10.0.19043.2132            | 빠른 미리 보기 : 2022년 10월 18일 |                                    |
| 10.0.19043.2192            | 빠른 미리 보기 : 2022년 10월 19일 |                                    |
| 10.0.19043.2193            | 빠른 미리 보기 : 2022년 10월 26일 |                                    |
| 10.0.19043.2194            | 빠른 미리 보기 : 2022년 10월 30일 |                                    |
| 10.0.19043.2251            | 빠른 미리 보기 : 2022년 11월 9일  |                                    |
| 10.0.19043.2301            | 빠른 미리 보기 : 2022년 11월 11일 |                                    |
| 10.0.19043.2311            | 빠른 미리 보기 : 2022년 11월 16일 |                                    |
| 10.0.19043.2364            | 빠른 미리 보기 : 2022년 12월 14일 | - 21H1 최신 버전(21H1 마직막 버전) |
|                            |                                   |                                    |

| 윈도우 10 [21H2] 버전 목록 | 윈도우 10 [21H2] 버전 목록           | 윈도우 10 [21H2] 버전 목록         |
| 버전                       | 출시 날짜                            | 특징                               |
| -------------------------- | ------------------------------------ | ---------------------------------- |
| 10.0.19044.1288            | 빠른 미리 보기 : 2021년 10월 13일    | - 21H2 첫번째 빌드                 |
| 10.0.19044.1319            | 빠른 미리 보기 : 2021년 10월 20일    |                                    |
| 10.0.19044.1320            | 빠른 미리 보기 : 2021년 10월 27일    |                                    |
| 10.0.19044.1348            | 빠른 미리 보기 : 2021년 11월 10일    |                                    |
| 10.0.19044.1379            | 빠른 미리 보기 : 2021년 11월 17일    |                                    |
| 10.0.19044.1381            | 빠른 미리 보기 : 2021년 11월 19일    |                                    |
| 10.0.19044.1415            | 빠른 미리 보기 : 2021년 [12월 15일]] |                                    |
| 10.0.19044.1466            | 빠른 미리 보기 : 2022년 1월 12일     |                                    |
| 10.0.19044.1499            | 빠른 미리 보기 : 2022년 1월 15일     |                                    |
| 10.0.19044.1503            | 빠른 미리 보기 : 2022년 1월 26일     |                                    |
| 10.0.19044.1526            | 빠른 미리 보기 : 2022년 2월 9일      |                                    |
| 10.0.19044.1566            | 빠른 미리 보기 : 2022년 2월 16일     |                                    |
| 10.0.19044.1586            | 빠른 미리 보기 : 2022년 3월 9일      |                                    |
| 10.0.19044.1618            | 빠른 미리 보기 : 2022년 3월 15일     |                                    |
| 10.0.19044.1620            | 빠른 미리 보기 : 2022년 3월 23일     |                                    |
| 10.0.19044.1645            | 빠른 미리 보기 : 2022년 4월 13일     |                                    |
| 10.0.19044.1679            | 빠른 미리 보기 : 2022년 4월 15일     |                                    |
| 10.0.19044.1682            | 빠른 미리 보기 : 2022년 4월 26일     |                                    |
| 10.0.19044.1706            | 빠른 미리 보기 : 2022년 5월 11일     |                                    |
| 10.0.19044.1708            | 빠른 미리 보기 : 2022년 5월 20일     |                                    |
| 10.0.19044.1739            | 빠른 미리 보기 : 2022년 5월 24일     |                                    |
| 10.0.19044.1741            | 빠른 미리 보기 : 2022년 6월 3일      |                                    |
| 10.0.19044.1766            | 빠른 미리 보기 : 2022년 6월 15일     |                                    |
| 10.0.19044.1806            | 빠른 미리 보기 : 2022년 6월 25일     |                                    |
| 10.0.19044.1826            | 빠른 미리 보기 : 2022년 7월 13일     |                                    |
| 10.0.19044.1862            | 빠른 미리 보기 : 2022년 7월 19일     |                                    |
| 10.0.19044.1865            | 빠른 미리 보기 : 2022년 7월 27일     |                                    |
| 10.0.19044.1889            | 빠른 미리 보기 : 2022년 8월 10일     |                                    |
| 10.0.19044.1947            | 빠른 미리 보기 : 2022년 8월 16일     |                                    |
| 10.0.19044.1949            | 빠른 미리 보기 : 2022년 8월 27일     |                                    |
| 10.0.19044.2006            | 빠른 미리 보기 : 2022년 9월 14일     |                                    |
| 10.0.19044.2075            | 빠른 미리 보기 : 2022년 9월 16일     |                                    |
| 10.0.19044.2130            | 빠른 미리 보기 : 2022년 10월 12일    |                                    |
| 10.0.19044.2132            | 빠른 미리 보기 : 2022년 10월 18일    |                                    |
| 10.0.19044.2192            | 빠른 미리 보기 : 2022년 10월 19일    |                                    |
| 10.0.19044.2193            | 빠른 미리 보기 : 2022년 10월 26일    |                                    |
| 10.0.19044.2194            | 빠른 미리 보기 : 2022년 10월 30일    |                                    |
| 10.0.19044.2251            | 빠른 미리 보기 : 2022년 11월 9일     |                                    |
| 10.0.19044.2301            | 빠른 미리 보기 : 2022년 11월 11일    |                                    |
| 10.0.19044.2311            | 빠른 미리 보기 : 2022년 11월 16일    |                                    |
| 10.0.19044.2364            | 빠른 미리 보기 : 2022년 12월 14일    |                                    |
| 10.0.19044.2486            | 빠른 미리 보기 : 2023년 1월 11일     |                                    |
| 10.0.19044.2545            | 빠른 미리 보기 : 2023년 1월 13일     |                                    |
| 10.0.19044.2546            | 빠른 미리 보기 : 2023년 1월 20일     |                                    |
| 10.0.19044.2604            | 빠른 미리 보기 : 2023년 2월 15일     |                                    |
| 10.0.19044.2673            | 빠른 미리 보기 : 2023년 2월 22일     |                                    |
| 10.0.19044.2728            | 빠른 미리 보기 : 2023년 3월 15일     |                                    |
| 10.0.19044.2787            | 빠른 미리 보기 : 2023년 3월 17일     |                                    |
| 10.0.19044.2788            | 빠른 미리 보기 : 2023년 3월 22일     |                                    |
| 10.0.19044.2846            | 빠른 미리 보기 : 2023년 4월 12일     |                                    |
| 10.0.19044.2908            | 빠른 미리 보기 : 2023년 4월 14일     |                                    |
| 10.0.19044.2913            | 빠른 미리 보기 : 2023년 4월 26일     |                                    |
| 10.0.19044.2965            | 빠른 미리 보기 : 2023년 5월 10일     |                                    |
| 10.0.19044.3030            | 빠른 미리 보기 : 2023년 5월 12일     |                                    |
| 10.0.19044.3031            | 빠른 미리 보기 : 2023년 5월 25일     |                                    |
| 10.0.19044.3086            | 빠른 미리 보기 : 2023년 6월 14일     | - 21H2 최신 버전(21H2 마직막 버전) |
|                            |                                      |                                    |

| 윈도우 10 [22H2] 버전 목록 | 윈도우 10 [22H2] 버전 목록        | 윈도우 10 [22H2] 버전 목록  |
| 버전                       | 출시 날짜                         | 특징                        |
| -------------------------- | --------------------------------- | --------------------------- |
| 10.0.19045.2130            | 빠른 미리 보기 : 2022년 10월 12일 | - 22H2 출시 버전            |
| 10.0.19045.2132            | 빠른 미리 보기 : 2022년 10월 18일 |                             |
| 10.0.19045.2192            | 빠른 미리 보기 : 2022년 10월 19일 |                             |
| 10.0.19045.2193            | 빠른 미리 보기 : 2022년 10월 26일 |                             |
| 10.0.19045.2194            | 빠른 미리 보기 : 2022년 10월 30일 |                             |
| 10.0.19045.2251            | 빠른 미리 보기 : 2022년 11월 9일  |                             |
| 10.0.19045.2301            | 빠른 미리 보기 : 2022년 11월 11일 |                             |
| 10.0.19045.2311            | 빠른 미리 보기 : 2022년 11월 16일 |                             |
| 10.0.19045.2364            | 빠른 미리 보기 : 2022년 12월 14일 |                             |
| 10.0.19045.2486            | 빠른 미리 보기 : 2023년 1월 11일  |                             |
| 10.0.19045.2546            | 빠른 미리 보기 : 2023년 1월 26일  |                             |
| 10.0.19045.2604            | 빠른 미리 보기 : 2023년 2월 15일  |                             |
| 10.0.19045.2670            | 빠른 미리 보기 : 2023년 2월 17일  |                             |
| 10.0.19045.2673            | 빠른 미리 보기 : 2023년 2월 22일  |                             |
| 10.0.19045.2728            | 빠른 미리 보기 : 2023년 3월 15일  |                             |
| 10.0.19045.2787            | 빠른 미리 보기 : 2023년 3월 17일  |                             |
| 10.0.19045.2788            | 빠른 미리 보기 : 2023년 3월 22일  |                             |
| 10.0.19045.2846            | 빠른 미리 보기 : 2023년 4월 12일  |                             |
| 10.0.19045.2908            | 빠른 미리 보기 : 2023년 4월 14일  |                             |
| 10.0.19045.2913            | 빠른 미리 보기 : 2023년 4월 26일  |                             |
| 10.0.19045.2965            | 빠른 미리 보기 : 2023년 5월 25일  |                             |
| 10.0.19045.3030            | 빠른 미리 보기 : 2023년 5월 25일  |                             |
| 10.0.19045.3031            | 빠른 미리 보기 : 2023년 6월 14일  |                             |
| 10.0.19045.3086            | 빠른 미리 보기 : 2023년 6월 23일  |                             |
| 10.0.19045.3155            | 빠른 미리 보기 : 2023년 6월 28일  |                             |
| 10.0.19045.3208            | 빠른 미리 보기 : 2023년 7월 12일  |                             |
| 10.0.19045.3269            | 빠른 미리 보기 : 2023년 7월 14일  |                             |
| 10.0.19045.3271            | 빠른 미리 보기 : 2023년 7월 26일  |                             |
| 10.0.19045.3324            | 빠른 미리 보기 : 2023년 7월 26일  |                             |
| 10.0.19045.3391            | 빠른 미리 보기 : 2023년 8월 11일  |                             |
| 10.0.19045.3393            | 빠른 미리 보기 : 2023년 8월 23일  |                             |
| 10.0.19045.3448            | 빠른 미리 보기 : 2023년 9월 13일  |                             |
| 10.0.19045.3570            | 빠른 미리 보기 : 2023년 10월 11일 | - 22H2 최신 버전            |
| 10.0.19045.3633            | 빠른 미리 보기 : 2023년 10월 11일 | - 22H2 릴리스 미리보기 버전 |
|                            |                                   |                             |

### 2015년 11월 업데이트
윈도우 10 가을 업데이트라고도 불리는 2015년 11월 업데이트에서는 윈도우 10의 UI가 개선되고 문자 메시지 기능이 추가되었다. UI 개선 내용으로는 데스크톱 응용 프로그램의 창 색깔 옵션 추가, 바탕화면에서 마우스 오른쪽 버튼을 누르면 나오는 콘텍스트 메뉴의 개선, 시작 화면에 배치할 수 있는 라이브 타일 수의 증가 등이 있다. 문자 메시지 기능은 휴대 전화와의 연동으로, PC에서 문자 메시지를 보낼 수 있는 기능이다. 코드명 쓰레시홀드 2(Threshold 2 / TH2). 버전 1511. 11월 12일에 배포가 시작되었다. (개인 설정이 초기화되는 문제로 인해 11월 24일에 ISO 미디어 업데이트가 중지되었으나, 다음 날 오류 수정을 마친 빌드가 Windows Update를 통해 재 배포 되었다. 그러나 마이크로소프트는 앞으로 업데이트를 Windows Update를 통해서만 제공할 것이라고 발표하였다.) 버전 1511, 빌드 10586.확장 프로그램 지원 등의 마이크로소프트 엣지 기능 향상이 있을 예정이었지만 연기되어 이 기능은 2016년 레드스톤 1(Redstone 1 / RS1)에 탑재되었다.
- 자세한 업데이트 내용 보관됨 2015-10-25 - 웨이백 머신 (영문)

### 2016년 8월 업데이트
2016년 8월 3일 새벽 2시에 윈도우 10 애니버서리(1주년) 업데이트라고도 하는 대규모 업데이트 배포가 시작되었다. 원래는 2016년 8월 2일에 배포를 시작하려고 하였다. 코드명 레드스톤 1(Redstone 1 / RS1). 버전 1607.

윈도우10 크리에이터 업데이트에 추가된 그림판 3D

### 2017년 3~4월 업데이트
2017년 3~4월에 배포된 윈도우 10 크리에이터 업데이트에서는 설치 화면이 구버전 윈도우 10과 달라지고 USB 설치 프로세스에서 QHD 해상도를 완벽하게 지원한다. 마이크로소프트 엣지에서는 탭 보관 기능이 새롭게 추가되었다. 인터넷 익스플로러에서는 엣지 웹브라우저로 바로 이동되는 탭이 추가되었다. 기타 개선 내용으로는 그림판 3D 앱이 추가되고, Windows Defender 보안센터와 야간 모드, 게임 모드가 새로 추가되었다. 윈도우 10 참가자 프로그램에 참여한 사용자는 3월 21일에, 일반 사용자는 4월 12일에 업데이트 배포가 되었다. 코드명 레드스톤 2(Redstone 2 / RS2). 버전 1703.

### 2017년 10월 업데이트
2017년 10월에 가을 크리에이터 업데이트(fall creators update)로도 불리는 대규모 업데이트가 배포되었다. 이 버전은 다른 버전과 다르게 자연수가 아닌 소수점을 붙여서 배포하였는데(16299가 아닌 16299.15로 배포되었다.) 그 이유는 163xx 버전은 RS4전용 번호라는 것이 대표적이다. 정식 버전도 16299.15부터이다. RTM 버전은 10월 3일에, MSDN 버전은 10월 17일에 출시되었다. 코드명 레드스톤 3(Redstone 3/RS3). 버전 1709.

### 2018년 4월 업데이트
2018년 5월 1일 새벽 2시에 Windows Update를 통해 대규모 업데이트가 배포되었다. 본래 한국시간 4월 11일에 배포되었어야 하지만 5월에 출시된 이유는 이보다 앞선 3월 28일에 배포된 RTM 빌드 17133.1에서 걸러지지 않은 매우 심각한 안정성 버그가 발견되었기 때문이다. 이로 인해 빌드 17133.1이 RTM에서 퇴출되었고, 출시 날짜가 연기되었으며, 4월 17일 몇가지 문제를 수정한 빌드 17134.1가 재배포되었다. 이번 업데이트의 새로운 기능으로는 대표적으로 지난 30일 동안의 사용 기록을 확인할 수 있는 타임 라인이 있으며, 게임 바가 사용하기 쉽도록 수정되었다. 코드명은 레드스톤 4(Redstone 4/RS4)이며 버전은 1803이다. cmd.exe에서 명령어 "WINVER"를 입력하면 Microsoft Windows 버전 1803이라고 표시된다. RTM 버전은 10.0.17134.1이며 해당 글 참조 바람.

### 2018년 10월 업데이트
2018년 10월에 윈도우 10의 신규 버전이 업데이트되었다. 코드명은 레드스톤 5(Redstone 5/RS5)이며 버전은 1809이다. 그러나 현재 일부 컴퓨터에서 업그레이드시 사용자 파일이 삭제되는 버그가 발생하여 현재 배포가 잠정 중단되었다.

### 2019년 5월 업데이트
2019년 5월에 윈도우 10의 신규 버전이 업데이트 . 코드명은 19H1이며 버전은 1903이다. 프로세서 요구사항은 이전과 동일하며, 권장사항이 기존에는 32비트(16GB), 64비트(20GB)로 4GB정도 차이가 있었지만, 이번 업데이트에서는 32GB로 통합되었다.
출처 : https://kbench.com/?q=node/198476

### 2019년 11월 업데이트
2019년 11월에 나온 윈도우 10 버전이다. 코드명은 19H2이며 버전은 1909이다. 1903과 다른 점은 거의 없다.

### 2020년 4월 업데이트
2020년 4월에 나온 윈도우 10 버전이다. 코드명은 20H1이며 버전은 2004이다.

### 2020년 9월 업데이트
2020년 9월에 나온 윈도우 10 버전이다. 버전은 20H2이다. 변경된 점은 시작 메뉴의 타일 색상이 시작메뉴의 색상과 똑같이 나오개 변경되었다는 점이다.

### 2021년 4월 업데이트
2021년 4월에 나온 윈도우 10 버전이다. 버전은 21H1이다. 윈도우 10 버전 20H2와 달라진 점은 딱히 없다.

### 2021년 11월 업데이트
2021년 11월에 나온 윈도우 10 버전이다. 버전은 21H2이다. 윈도우 11 버전 21H2 출시로 인해 윈도우 10 버전 21H2 출시가 늦어졌다. 변경된 점은 시스템 앱 아이콘이 변경되었으며 이모티콘 입력창이 새로워졌다.

### 2022년 10월 업데이트
2022년 10월에 나온 윈도우 10버전이다. 버전은 22H2이다. 윈도우 10 버전 21H2와 달라진 점은 딱히 없다.

### 2023년 2월 업데이트
2023년 2월에 나온 Windows 10 버전이다. 버전은 Windows 10 버전 21H2와 엄청 달라진 점은 딱히 없다.

### 2024년 10월 업데이트
2024년 10월에 나온 Windows 10 버전이다. 버전은 Windows 10 버전 22H3와 달라진 점은 딱히 없다.

### 이름 짓기에 대한 논란
이전 버전 윈도우 8의 네이밍을 근거로 차기 버전의 윈도우의 이름은 윈도우 9이 될 것이라는 의견이 엄청 많았으나
(윈도우 TH가 될 것이라는 말도 있었다.) 모든 사람들의 예상을 깨고 윈도우 10으로 발표되었다.
그 이유로 윈도우 9이라는 이름이 사용되면 서드 파티 프로그램들이 윈도우 9x 운영 체제로 인식할 가능성 이 높기 때문이라는 주장이 제기되었다.

### 배시 셸 지원
빌드 2016에서 윈도우 10이 배시 셸을 지원하게 될 것이라는 발표를 하였다. 발표 내용 중, 윈도우 스토어를 통해 다운로드 받을 수 있는 형식으로 제공되며, 에뮬레이터나 크로스 컴파일된 시스템이 아닌, 네이티브 시스템이라고 밝혔다.

## 지원 종료
윈도우 10은 윈도우의 마지막 버전이며 윈도우 10 지원 종료를 하지 않고 무제한으로 꾸준히 업데이트를 해준다고 마이크로소프트가 발표했으나, 윈도우 11이 출시되면서 판도가 완전히 뒤집혔고, 2025년 10월 14일에 윈도우 10 지원을 종료할 것이라고 밝혔다.

## 에디션
윈도우 10은 다음 에디션으로 나뉜다.
- 윈도우 10 홈

(Windows 10 Home)
Windows 10 Home은 가정용 Windows 10이다.
- 윈도우 10 프로

(Windows 10 Pro)
Windows 10 Pro는 중소기업을 위한 Windows 10이다.
- 윈도우 10 프로 포 워크스테이션

(Windows 10 Pro for Workstation)
Windows 10 Pro for Workstation은 중대기업을 위한 Windows 10이다.
- 윈도우 10 엔터프라이즈

(Windows 10 Enterprise)
Windows Enterprise는 대기업을 위한 Windows 10이다.
- 윈도우 10 에듀케이션

(Windows 10 Education)
Windows 10 Education은 교육을 위한 Windows 10이며
학교에 따라 무료로 제공 받을 수도 있다.
- 윈도우 10 프로 에듀케이션

(Windows 10 Pro Education)
Windows 10 Pro Eductation은 Windows 10 Education에 일부 기능을 추가한 것이다.
- 윈도우 10 모바일

(Windwows 10 Mobile)
- 윈도우 10 모바일 엔터프라이즈

(Windows 10 Mobile Enterprise)
- 윈도우 10 IoT 코어

(Windows 10 IoT Core)
- 윈도우 10 KN

(Windows 10 KN)
- 윈도우 10 N

(Windows 10 N)
- 윈도우 10 S

(Windows 10 S)

## 특징

### 광고
운영 체제 레벨에서 광고가 푸시되어 나온다.

### 1년 간의 무료 업그레이드
윈도우 10은 윈도우 7, 윈도우 스토어에서 업데이트한 윈도우 8.1(윈도우 8.1 업데이트 1)를 사용하는 사용자들에게 출시 직후부터, 1년 간 무료 업데이트를 제공한다고 말했다. 무료 업그레이드를 하기 위해서는 최신 업데이트가 설치되어 있어야 한다. (윈도우 7은 윈도우 7 서비스팩 1, 윈도우 8 및 윈도우 8.1은 윈도우 8.1 업데이트) 윈도우 10으로의 업그레이드는 보조 기술이 필요한 사용자를 제외한 사용자는 2016년 7월 29일까지 다음과 같이 업그레이드가 적용되었다.
| 다음 에디션에서      | 다음 에디션으로 | 다음 에디션에서          | 다음 에디션으로  |
| -------------------- | --------------- | ------------------------ | ---------------- |
| 윈도우 7 스타터      | 윈도우 10 홈    | 윈도우 8.1*              | 윈도우 10 홈     |
| 윈도우 7 홈 베이직   | 윈도우 10 홈    | 윈도우 8.1 프로          | 윈도우 10 프로   |
| 윈도우 7 홈 프리미엄 | 윈도우 10 홈    | 윈도우 8.1 프로 스튜던트 | 윈도우 10 프로   |
| 윈도우 7 프로페셔널  | 윈도우 10 프로  | 윈도우 8.1 프로 WMC**    | 윈도우 10 프로   |
| 윈도우 7 얼티밋      | 윈도우 10 프로  | 윈도우 폰 8.1            | 윈도우 10 모바일 |

- 여기서 윈도우 8.1 with Bing은 윈도우 8.1에도 적용된다. (*)
- 윈도우 10 업그레이드 후, 윈도우 미디어 센터가 제거된다. (**)("윈도우 DVD 플레이어"라는 다른 앱으로 대체됨)

### 무료 업그레이드 지원 종료(윈도우7,윈도우 8.1제외)
윈도우 7, 윈도우 8.1 사용자는 MS가 따로 운영하는 페이지를 이용하여 무료 업그레이드를 할 수 있게 하였다.

### 업데이트 지원 종료
윈도우 10은 업데이트가 빠르게 되는 만큼 이전 버전은 빠르게 보안 업데이트 서비스가 중지된다.
현재 지원이 종료될 예정이거나 지원이 종료된 윈도우 10 버전은 다음과 같다.
- 2017년 5월 9일 : 쓰레시홀드1(TH1) 버전 1507 - 빌드 10240 (초기버전)
- 2017년 10월 10일 : 쓰레시홀드2(TH2) 버전 1511 - 빌드 10586[35]
- 2017년 5월 10일 : 쓰레시홀드1(TH1) 버전 1507
- 2017년 10월 11일 : 쓰레시홀드2(TH2) 버전 1511
- 2018년 4월 11일 : 레드스톤1(RS1) 버전 1607 - 빌드 14393 / 쓰레시홀드2(TH2) 버전 1511 - 교육 및 엔터프라이즈 버전
- 2018년 10월 10일 : 레드스톤2(RS2) 버전 1703 - 빌드 15063
- 2019년 4월 10일 : 레드스톤3(RS3) 버전 1709 - 빌드 16299 / 레드스톤1(RS1) 버전 1607 - 교육 및 엔터프라이즈 버전
- 2019년 11월 13일 : 레드스톤4(RS4) 버전 1803
- 2020년 11월 11일 : 레드스톤5(RS5) 버전 1809
- 2020년 12월 9일 : 19H1 버전 1903 - 빌드 18362
- 2021년 5월 12일 : 19H2 버전 1909 - 빌드 18363 / 레드스톤4(RS4) 버전 1803 및 레드스톤5(RS5) 버전 1809 - 교육 및 엔터프라이즈 버전
- 2021년 12월 15일 : 20H1 버전 2004 - 빌드 19041
- 2022년 5월 11일 : 20H2 버전 - 빌드 19042 / 19H2 버전 1909 - 교육 및 엔터프라이즈 버전
- 2022년 12월 14일 : 21H1 버전 - 빌드 19043
- 2022년 13월 14일 : 21H1 버전 - 빌드 19043 - 교육 및 엔터프라이즈 버전
- 2023년 5월 10일 : 20H2 버전 - 빌드 19042 - 교육 및 엔터프라이즈 버전
- 2023년 6월 14일 : 21H2 버전 - 빌드 19044
- 2024년 6월 12일 : 21H2 버전 - 빌드 19044 - 교육 및 엔터프라이즈 버전
- 2025년 10월 14일 (예정) : 22H2 버전 - 빌드 19045 - 모든 버전

### 새로운 버전업
윈도우 10의 새로운 버전은 2015년부터 2021년까지 매년 3월과 9월에 배포되었다고 MS가 발표했다. 윈도우 11 출시 이후 2022년부터는 매년 가을에 새로운 버전이 발표된다.

### 마지막 버전
윈도우 10은 윈도우의 마지막 버전이라고 MS가 발표했으나, 이를 번복하고 윈도우 11이 나왔다.

### 서비스 지원 기간
5년 간 메이저 업데이트를 지원하며, 그 후 5년간 일반 지원을 지원한다.

### 레드스톤 버전 목록
현재는 레드스톤 1(RS1, 버전 1607)과 레드스톤 2(RS2, 버전 1703), 레드스톤 3(RS3, 버전 1709), 레드스톤 4(RS4, 버전 1803)가 출시되었으며 레드스톤 5(RS5, 버전 1809)를 마지막으로 출시되었다. 2022년 현재 레드스톤의 모든 버전은 지원이 종료되었다.

#### 레드스톤 1
레드스톤 1에서는 여러 가지가 바뀌었다.
- 코타나 음성지원 기능(한국어는 현재 지원하지 않는다)
- 간결하고 편리한 시작메뉴
- 윈도우 잉크의 기능 강화
- 윈도우 잉크 작업 영역 추가
- 엣지 브라우저의 시작페이지 개선
- 알림센터 개선
- 제어판과 설정 통합
- XBOX와 윈도우 스토어 통합

#### 레드스톤 2
레드스톤 2도 많은 기능이 추가되었다.
- 기본앱 기능 추가
- 라이브타일 기능 강화
- 코타나 기능 강화
- 컨티늄 기능 강화
- 상단바 알림창 기능 추가
- 윈도우 소닉, 돌비 애트모스 지원

또 추가 예정인 기능도 있다.
- 분할 스크린 기능
- 시작화면 landscape 모드

#### 레드스톤 3
- 새로운 디자인
- 작업관리자에서 GPU 성능을 확인할 수 있다.
- 설정 앱에서 더 많은 것을 설정할 수 있게 됐다.
- 엣지 브라우저의 윗부분이 투명해졌다.
- 인물 기능이 추가되었다.

#### 레드스톤 4
- 작업 보기(⊞ Win+Tab ↹)에 히스토리가 표시된다.

#### 레드스톤 5
- 레드스톤 시리즈 마지막 버전

### 윈도우10 시즌 2 목록
- 레드스톤에 이은 윈도우10의 두번째 버전이다. 빌드 이름이 특이하게 년도에 부호가 붙는다.

19H1(버전 1903), 19H2(버전 1909), 20H1(현재버전 : 2103, 정식버전 : 2009)

#### 19H1
- 2018년 7월 26일 첫 빌드
- 2019년 5월 21일 정식 배포

#### 19H2
- 2019년 7월 첫 빌드 예정
- 2019년 11월 12일 정식 배포

#### 20H1
- 2019년 2월 15일 첫 빌드 출시
- 2020년 5월 28일 정식 배포

#### 20H2
- 2019년 12월 17일 첫 빌드 출시
- 2020년 10월 21일 정식 배포

#### 21H1
- 2020년 6월 17일 첫 빌드 출시
- 2021년 5월 18일 정식빌드 배포

#### 21H2
- 2021년 9월 14일 첫 빌드 출시
- 2021년 11월 17일 정식 빌드 배포

#### 22H2
- 2022년 7월 30일 첫 빌드 출시
- 2022년 10월 19일 정식 빌드 배포

### 계속되는 참가자 프리뷰 업데이트
참가자 프리뷰는 해당 빌드에 사용 기한이 존재하지만, 계속 업데이트하면 사용 기한도 연장되면서, 계속해서 무료로 사용할 수 있게 되었다. 마이크로소프트가 베타 테스트 이후, 정식 버전에도 업데이트를 적용하는 방식으로, 윈도우 10을 업데이트할 계획으로 보인다. 일단 프리뷰는 계속 업데이트되며, 무료로 배포될 계획이지만, 앞으로 약관이 변경될 수 있다.

### 새로운 기능
- 윈도우 7의 기존 응용 프로그램에 쉽게 접근할 수 있는 시작 버튼과 윈도우 8 계열의 윈도우 스토어 앱에 접근하는 시작 버튼을 혼합시킨 새로운 형태의 시작 버튼
- 창 화면으로 작동하는 메트로 앱
- 스냅 기능 향상
- 새로운 작업 보기 버튼
- 다중 데스크톱
- 빠른 파일 검색[37]
- 코타나 음성 인식 프로그램 (한국어 미지원)
- 윈도우 홀로그램 개발
- 새로운 브라우저 엔진 마이크로소프트 엣지 (코드 명 : 프로젝트 스파르탄) [10049빌드에서 공개][38]
- DirectX 12 지원
- 윈도우 디스플레이 드라이버 모델 WDDM 2.0 지원
- 명령 프롬프트 버전 업데이트 : 화면의 투명도 조절 기능, Ctrl키의 일반적 사용이 가능해졌다. 또한 서체도 변경되었으며, 창 크기의 자유로운 조절이 가능하게 되었다.[39]
- 포커스가 잡혀있지 않은 프로그램에 마우스 휠이 작동한다. 설정에서 비활성화할 수 있다.
- 컴프레션 스토어 : 메모리가 부족해지면, 하드 디스크로 내용을 옮기는게 아니라(가상 메모리), 압축을 함으로써 램(물리 메모리)에 더 많은 프로그램을 적재할 수 있게 되었다.

기업용 기능
- 기업용 윈도우 업데이트 : 윈도우 업데이트가 업데이트 배포 이후, 바로 적용시키는 것에 비교해, 기업용 윈도우 업데이트는 업데이트의 적용을 미룰 수 있는 기능이다. 보안 업데이트는 연기할 수 없다.[40]

### 변경 사항
- ⊞ Win+C로 코타나를 실행할 수 있다. (윈도우 8.1까지는 참바였으나, 빌드 9926부터 참바가 완전히 사라졌다.)
- ⊞ Win+Tab ↹의 기능이 "작업 보기"로 바뀌었다.
- 검색 버튼이 코타나로 바뀌었다. 현재 음성 인식 기능은 한국어를 포함한 일부 언어는 지원하지 않는다.(한국어 버전은 돋보기 모양에 이름만 Cortana.exe고 영어 버전은 원이 점을 둘러싸고 있는 형태)
- 윈도우 7의 시작 메뉴와 윈도우 8의 시작 화면을 통합한 시작 메뉴가 추가되었다. 태블릿 모드를 활성화하거나 시작 메뉴 설정을 변경해서 전체 시작 화면으로 변경할 수 있다.
- 기본 브라우저가 마이크로소프트 엣지로 대체되어, 인터넷 익스플로러가 보조 프로그램으로 변경되었다.(그에 따라 iexplore.exe가 C:\Program Files 경로로 이동한다. 클린 설치 기준, RS2)
- 기본 음악 재생 앱이 Groove 음악으로 변경되었다. 이로 인해 윈도우 미디어 플레이어가 보조 프로그램으로 변경되었다.
- 윈도우 업데이트 기능이 기본 설정으로 되어 있어 비활성화할 수 없게 됐다.(할 수는 있으나 잘못하면 윈도우 부트로더까지 손상을 입힌다.)

### 삭제되거나 변경되는 기능
- 윈도우 7의 데스크톱 가젯은 윈도우 10에서 사용할 수 없다.
- 내장 원드라이브 데스크톱 프로그램의 스마트 파일 기능 (장치에 다운로드하지 않았지만, 원드라이브에 업로드되어 있는 모든 파일들을 표시해주는 기능)[41]은 '디스크 공간 확보' 기능으로 변경되었다. Onedrive의 업데이트로 적용된다.
- 윈도우 7과 윈도우 8.1 Pro with Media Center의 윈도우 미디어 센터는 윈도우 10에서 사용할 수 없다.
- 제어판의 일부 항목들은 설정 앱의 항목으로 대체되면서, 제어판에서는 삭제되거나 축소된다. 이로써 일부 제어판 명령어는 완전히 설정 앱으로 흡수, 제어판에서 실행하면 설정 앱으로 리다이렉트된다.
- 윈도우 8.1 이전 방식의 DPI 스케일링 옵션은 윈도우 10에서 사용할 수 없다.
- DVD 비디오 재생 기능은 Windows 10에서 삭제되며, 스토어에서 앱을 구매해야 사용할 수 있다. Windows 7에서 업그레이드한 경우 해당 앱이 무료로 제공된다.

### 하드웨어 권장 사항
| \| \| 최소 사양 \| 권장 사양 \| \| PC[42] \| PC[42] \| PC[42] \| \| --------------- \| -------------------------------------------------------------------------------------------------------------------------------------------------------------------------- \| -------------------------------------------------------------------------------------------------------------------------------------------------------------------------- \| \| 운영 체제 \| x86 (32비트)[43] \| x64 (64비트)[44][45] \| \| CPU \| 싱글코어 1GHz 이상 \| 싱글코어 1GHz 이상 \| \| 램 메모리 \| 1 GB \| 2 GB \| \| 하드 디스크 \| 32GB 이상의 여유 공간 \| 32GB 이상의 여유 공간 \| \| 그래픽 하드웨어 \| DirectX 9 이상 그래픽 장치 (WDDM 1.0 드라이버 포함) \| DirectX 9 이상 그래픽 장치 (WDDM 1.0 드라이버 포함) \| \| 디스플레이 \| 1024 x 600 이상의 디스플레이, 터치 입력을 이용시 멀티터치 화면 필요. 모던 UI 스타일과 앱을 이용하는 경우 1024x768 이상, 끌기를 이용하려면 1366x768 이상의 해상도 필요.[12] \| 1024 x 600 이상의 디스플레이, 터치 입력을 이용시 멀티터치 화면 필요. 모던 UI 스타일과 앱을 이용하는 경우 1024x768 이상, 끌기를 이용하려면 1366x768 이상의 해상도 필요.[12] \| \| 네트워크 \| 마이크로소프트 계정과 인터넷 \| 마이크로소프트 계정과 인터넷 \| \| 모바일[46] \| \| \| \| 램 메모리 \| 512 MB(32비트 기준) \| 512 MB(32비트 기준) \| \| 하드 디스크 \| 4GB(SD카드 등 업그레이드 용 4GB 추가) \| 4GB(SD카드 등 업그레이드 용 4GB 추가) \| | | |
| | 최소 사양 | 권장 사양 |
| PC | | |
| 운영 체제 | x86 (32비트) | x64 (64비트) |
| CPU | 싱글코어 1GHz 이상 | 싱글코어 1GHz 이상 |
| 램 메모리 | 1 GB | 2 GB |
| 하드 디스크 | 32GB 이상의 여유 공간 | 32GB 이상의 여유 공간 |
| 그래픽 하드웨어 | DirectX 9 이상 그래픽 장치 (WDDM 1.0 드라이버 포함) | DirectX 9 이상 그래픽 장치 (WDDM 1.0 드라이버 포함) |
| 디스플레이 | 1024 x 600 이상의 디스플레이, 터치 입력을 이용시 멀티터치 화면 필요. 모던 UI 스타일과 앱을 이용하는 경우 1024x768 이상, 끌기를 이용하려면 1366x768 이상의 해상도 필요. | 1024 x 600 이상의 디스플레이, 터치 입력을 이용시 멀티터치 화면 필요. 모던 UI 스타일과 앱을 이용하는 경우 1024x768 이상, 끌기를 이용하려면 1366x768 이상의 해상도 필요. |
| 네트워크 | 마이크로소프트 계정과 인터넷 | 마이크로소프트 계정과 인터넷 |
| 모바일 | | |
| 램 메모리 | 512 MB(32비트 기준) | 512 MB(32비트 기준) |
| 하드 디스크 | 4GB(SD카드 등 업그레이드 용 4GB 추가) | 4GB(SD카드 등 업그레이드 용 4GB 추가) |

추가로 그래픽의 경우 지포스 8 시리즈/ 라데온 HD 2000 시리즈 / 아이비브릿지 내장 그래픽(HD Graphics 2500/4000 이상이 되어야 제대로 사용이 가능하다. 하지만 샌디브릿지 내장 그래픽이나 클락데일, 심지어 4*번대 보드의 그래픽도 하위호환으로 작동하지만 비공식이므로 차후 보장과 안정성은 장담할 수 없다.

## 같이 보기
- 윈도우 참가자 프로그램
- 마이크로소프트 엣지
- 마이크로소프트 코타나
- 윈도우 8.1
- 윈도우 8
- 윈도우 7
- 윈도우 비스타
- 윈도우 10X
- 윈도우 11